# Kirguistán
Kirguistán o Kirguizistán (tradicionalmente llamado Kirguisia; en kirguís: Кыргызстан, Kyrgyzstan; en ruso: Кыргызстан, Kyrgyzstan), oficialmente República Kirguisa (en kirguís: Кыргыз Республикасы, Kyrgyz Respublikasy; en ruso: Кыргызская Республика, Kyrgýzskaya Respúblika),es un país de montaña, sin litoral, ubicado en Asia Central. Comparte fronteras con Kazajistán al norte, con China al este, con Tayikistán al Sur y Uzbekistán al oeste. Su capital y ciudad más poblada es Biskek.
La historia de Kirguistán abarca una gran variedad de culturas e imperios en los últimos dos mil años. Aunque aislado geográficamente por su compleja orografía –lo que ha ayudado al país a preservar su cultura antigua–, ha estado históricamente en medio de rutas comerciales y culturales, como la Ruta de la Seda, que han unido civilizaciones distantes. Siempre habitado por una sucesión de tribus y clanes independientes, ha pasado largos periodos bajo dominio extranjero. Solo después de la disolución de la Unión Soviética en 1991 ha alcanzado la soberanía como Estado nación.
A pesar de las dificultades de Kirguistán para conseguir una estabilidad política amenazada por los conflictos étnicos, las revueltas sociales, los problemas económicos, los gobiernos de transición y los conflictos de los partidos políticos, mantiene una república parlamentaria unitaria. Una revolución en abril de 2010 derrocó al expresidente Kurmanbek Bakíev y dio lugar a la adopción de una nueva constitución y el nombramiento de un gobierno interino. Las elecciones para el cargo de presidente de Kirguistán se celebraron en noviembre de 2011.
El idioma nacional, el kirguís, está estrechamente relacionado con las otras lenguas túrquicas, con las que comparte fuertes lazos culturales e históricos. Kirguistán es uno de los miembros activos del Organización de Estados Turcos y la comunidad TÜRKSOY. Es también miembro de la Organización de Cooperación de Shanghái, la Comunidad de Estados Independientes, la Comunidad Económica de Eurasia y la Organización de Cooperación Islámica, además de ser un país observador del movimiento de Países No Alineados. El 8 de mayo de 2015, se incorporó como país miembro de pleno derecho a la Unión Económica Euroasiática junto con Armenia, Bielorrusia, Kazajistán y Rusia.

## Historia

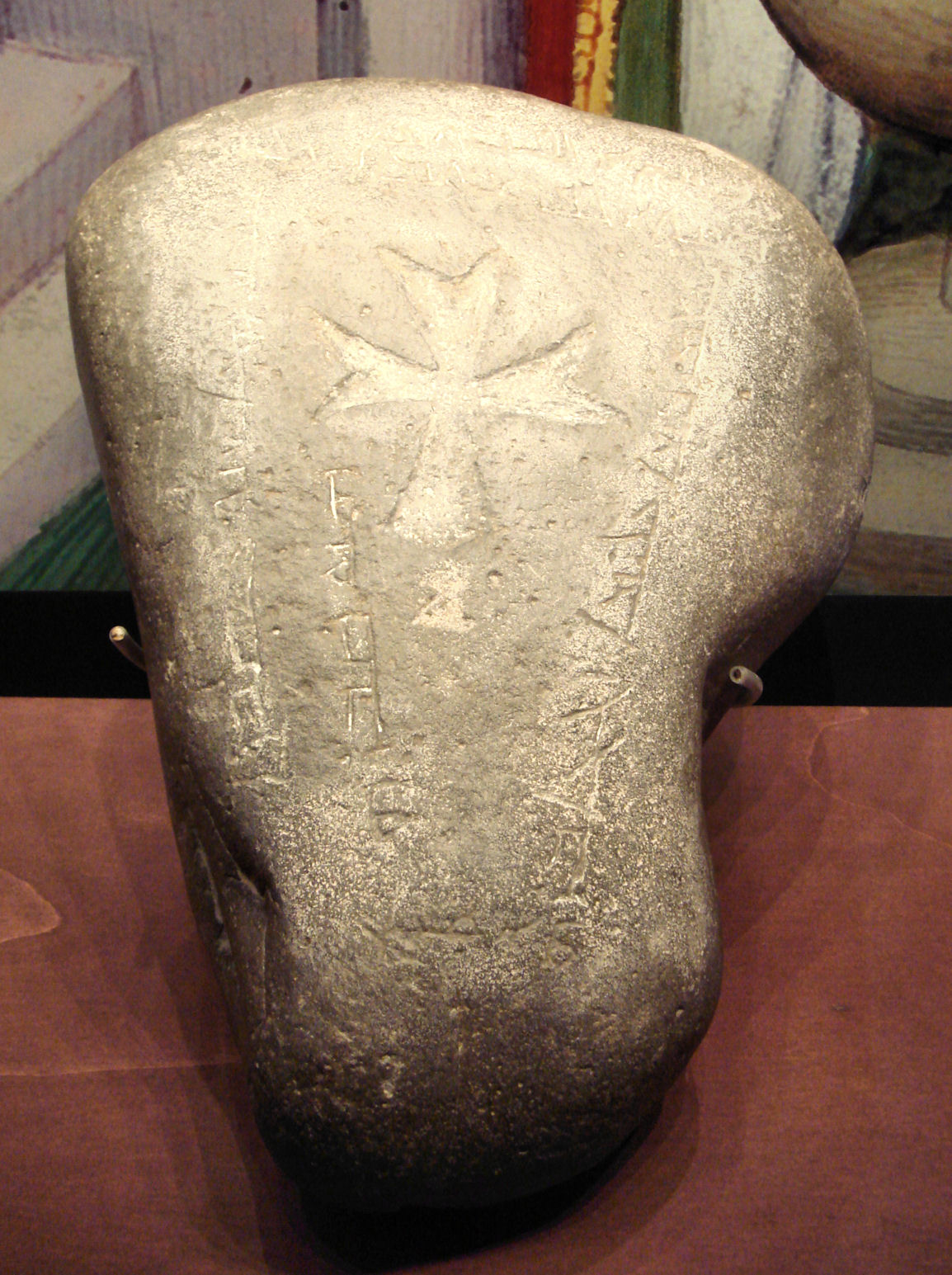
Lápida cristiana con inscripciones en alfabeto uigur, hallada en el lago Issyk-Kul y datada en 1312.

Según descubrimientos recientes de historiadores chinos y kirguises, los vestigios más antiguos encontrados se remontan al año 201 a. C. Los primeros miembros del pueblo kirguís vivieron en la parte noreste de lo que es actualmente Mongolia. Posteriormente, algunas de estas tribus emigraron a la región que actualmente corresponde al sureste de Siberia y se asentaron a lo largo del río Yeniséi, donde vivieron desde el siglo VI hasta el siglo VIII. El origen siberiano de la población kirguís lo confirman algunos estudios genéticos recientes.

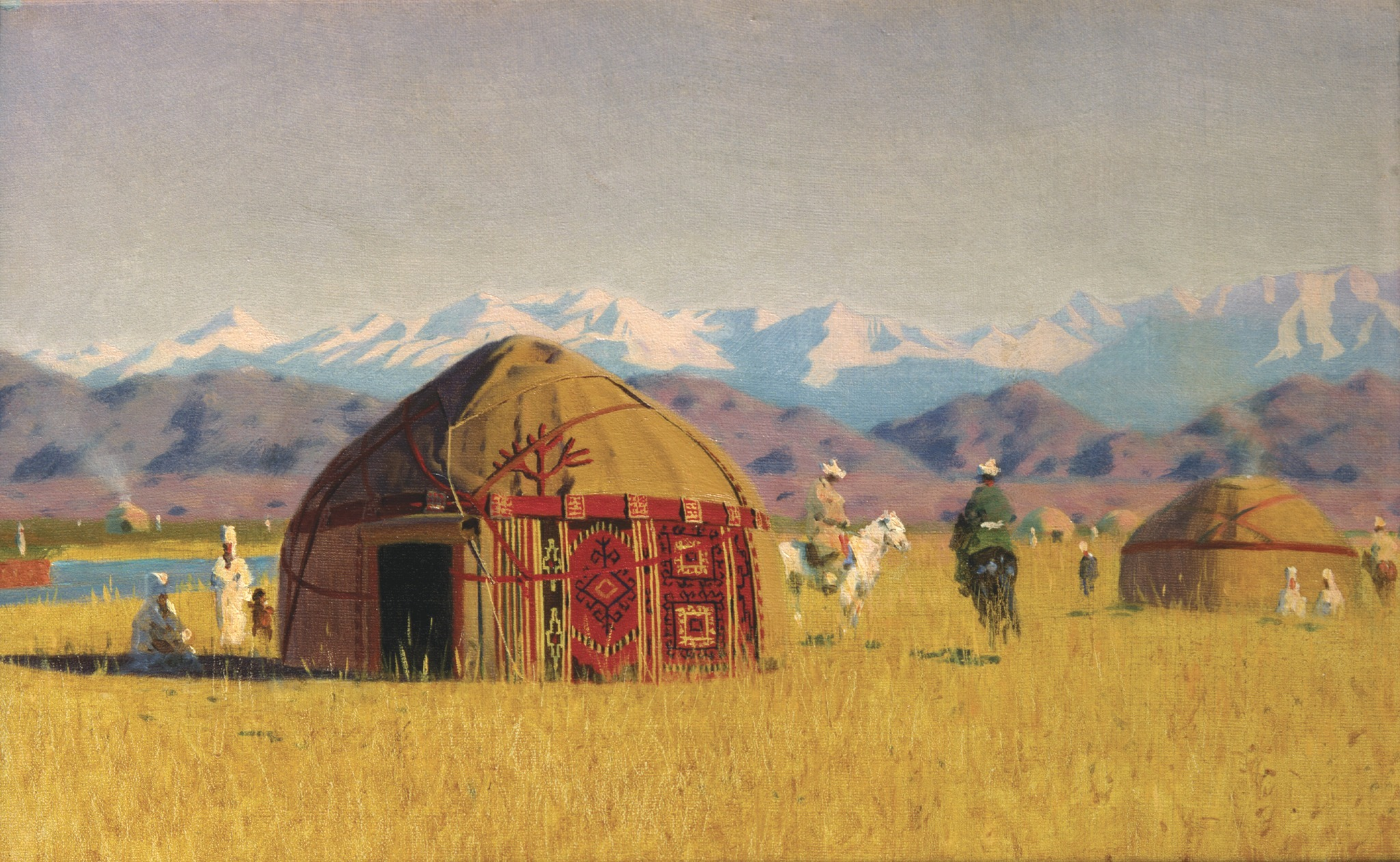
Yurta kirguís, 1869–1870, de Vasili Vereshchaguin.

Los kirguises se expandieron por lo que ahora es la región de Tuvá, situada en la Federación de Rusia, y permanecieron en esa área hasta el ascenso del Imperio mongol en el siglo XIII, cuando comenzaron la migración hacia el sur. Al respecto, el monje Juan del Plano Carpino relata en el libro de viajes que realizó a mediados del siglo XIII por tierras del Imperio mongol: «Estos hombres son paganos, no tienen pelos en la barba y tienen la costumbre siguiente: para expresar su dolor cuando alguien muere, y como signo de tristeza, se arrancan de la cara una tira de piel de oreja a oreja». En el siglo XII, el islam se convirtió en la religión dominante en la región. La mayor parte de la población kirguisa son musulmanes sunitas de la escuela Hanafí.
Durante los siglos XV y XVI, el pueblo kirguís se asentó en el territorio actualmente conocido como República Kirguisa. A principios del siglo XIX, el sureste del territorio kirguís cayó bajo el control del Kanato de Kokand y el territorio fue formalmente incorporado al Imperio ruso en 1876.
El dominio ruso provocó numerosas revueltas en contra de la autoridad zarista. Por otra parte, algunos kirguises se instalaron en las Montañas Pamir en Afganistán. La fallida rebelión de 1916 en Asia Central hizo que numerosos kirguises emigraran a China.
El dominio soviético fue inicialmente establecido en la región en 1918, y en 1924 se creó dentro de la URSS. Los rusos usaron la denominación Kará-Kyrgyz hasta mediados de la década del 1920 para distinguirlos de los kazajos, a quienes también se los consideraba  parte de Kirguistán. En 1926, se convirtió en la República Autónoma Socialista Soviética de Kirguistán. El 5 de diciembre de 1936, se estableció la República Socialista Soviética de Kirguistán y en 1991, después de la disolución de la Unión Soviética, se estableció la república Kirguisa y el país logró la independencia.

## Gobierno y política

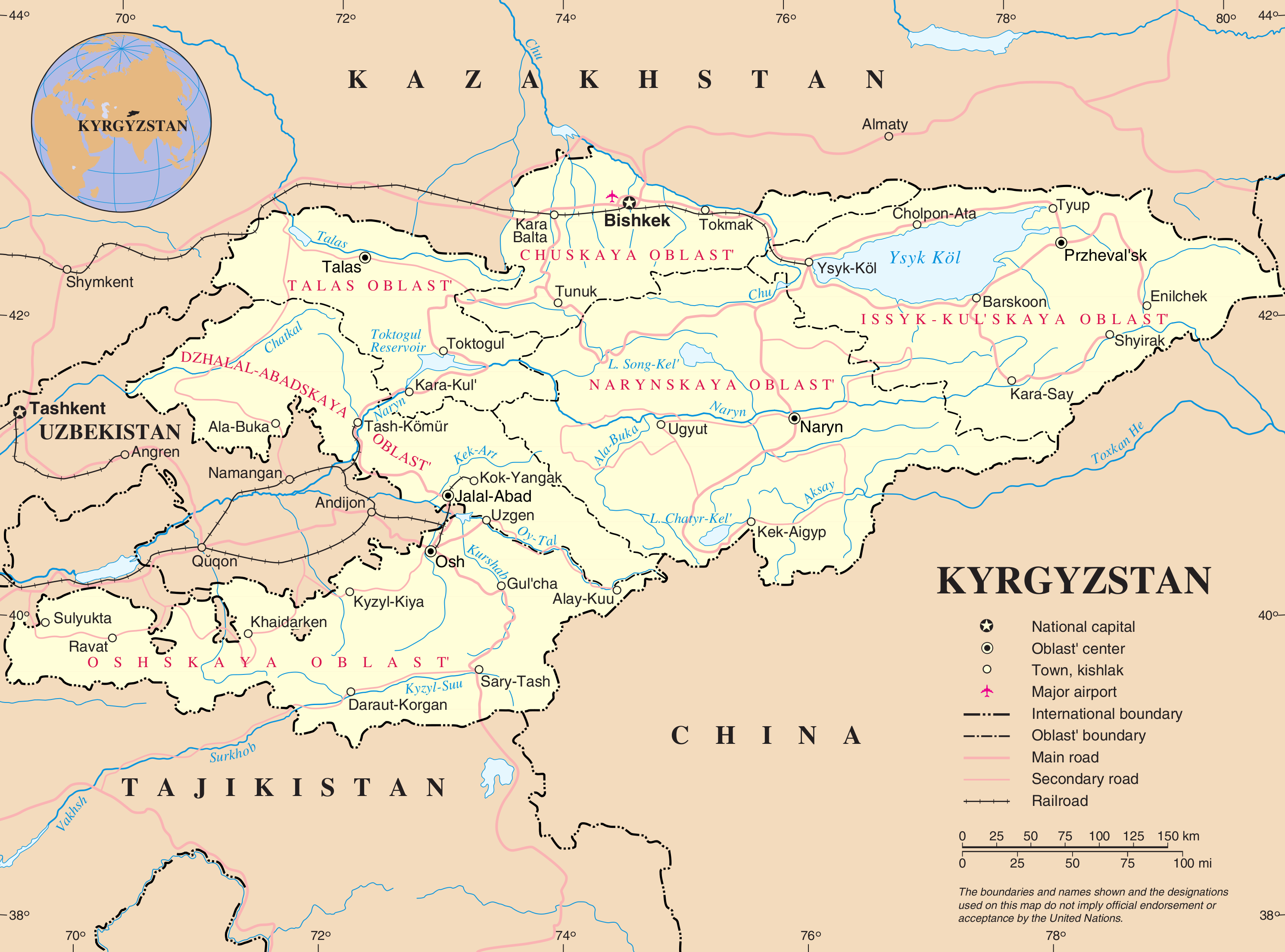
Mapa de Kirguistán (en inglés).

Kirguistán es una república democrática de carácter laico, según lo descrito en la Constitución de 1993.
El 27 de junio de 2010 se aprobó un referéndum que incluía una serie de cambios importantes en la estructura política del país. De acuerdo a la nueva Constitución, se establece un sistema de equilibrio entre el Ejecutivo, el Legislativo y el presidente, algo inédito en Asia Central.
De esta manera, el poder legislativo reside en un parlamento, denominado Jogorku Kenesh, compuesto por una única cámara de 120 diputados. Mediante la reforma se estableció que ningún partido pudiera controlar más de 65 escaños con la intención de evitar mayorías absolutas que dejaran inoperantes al resto de los partidos. Se garantizan también algunos derechos de los partidos minoritarios, como la presidencia de los comités de presupuesto y asuntos legales. Asimismo, se incluyen limitaciones a la inmunidad de los diputados.
El poder ejecutivo corresponde al Presidente del Gabinete de Ministros y su gobierno. Desde la reforma del 2010, el gobierno mantiene gran parte de las atribuciones ejecutivas, aunque muchas de ellas tienen que ser aprobadas previamente por el parlamento.
La figura del presidente es la que más recortes ha sufrido con la reforma constitucional. Sigue manteniendo el papel de Jefe del Estado, con prerrogativas sobre el ejército y los organismos de seguridad estatal. Pero, por ejemplo, los mandatos se han reducido uno solo y de seis años de duración, y el parlamento ejerce un mayor control sobre su figura.
La máxima instancia judicial es el Tribunal Supremo. Tras él están los Tribunales regionales y locales. Existe asimismo un Tribunal Superior de Arbitraje. Para salvaguardar la Constitución existe un Tribunal a tal efecto. Actualmente hay un proceso en marcha de profunda reforma del sistema judicial que introducirá cambios relevantes en el mismo y con relación a los otros poderes del Estado.

La Casa Blanca de Biskek la residencia oficial y principal lugar de trabajo del presidente de Kirguistán

### Derechos humanos
Los derechos humanos en Kirguistán mejoraron tras la destitución del presidente Askar Akayev en la Revolución de los Tulipanes de 2005 y la instauración de un gobierno más democrático bajo el mandato de Roza Otunbayeva. Aunque el país está obteniendo buenos resultados en comparación con otros Estados de Asia Central, todavía se producen algunas violaciones de los derechos humanos. Aunque los derechos LGBT han disminuido en los últimos años, la libertad de prensa ha mejorado.
Los resultados democráticos del país han ido disminuyendo desde 2014. La corrupción sigue siendo un problema en el país, aunque ha disminuido de forma constante desde 2008.
Antigua república de la Unión Soviética, Kirguistán se independizó en 1991. La joven democracia del país, que se mantuvo razonablemente estable durante la mayor parte de la década de 1990, se mostró relativamente prometedora bajo el liderazgo de Akáyev, pero se encaminó hacia el autoritarismo a principios de la década de 2000, alcanzando una calificación de 5,5 por parte de Freedom House en 2000. En 2020, Freedom House considera al país «parcialmente libre», con una puntuación de 39 sobre 100.

Consejo Supremo de Kirguistán sede del parlamento local

En 2004, antes de la revolución democrática, Kirguistán fue calificado por Freedom House como «No libre», con un 6 en derechos políticos y un 5 en libertades civiles (escala de 1 a 7; 1 es la puntuación más alta). Esto indicaba una marcada regresión, desde una calificación de 4,3 una década antes, en 1994. Aunque la Constitución de 1993 define a la República Kirguisa como una república democrática, el presidente Askar Akayev siguió dominando el gobierno. Al parecer, graves irregularidades empañaron el referéndum constitucional nacional de 2003, así como las elecciones presidenciales y parlamentarias de 2000.En materia de derechos humanos, respecto a la pertenencia a los siete organismos de la Carta Internacional de Derechos Humanos, que incluyen al Comité de Derechos Humanos (HRC), Kirguistán ha firmado o ratificado:
| Kirguistán | Tratados internacionales | Tratados internacionales | Tratados internacionales | Tratados internacionales | Tratados internacionales  | Tratados internacionales | Tratados internacionales | Tratados internacionales | Tratados internacionales | Tratados internacionales | Tratados internacionales | Tratados internacionales | Tratados internacionales  | Tratados internacionales  | Tratados internacionales | Tratados internacionales  | Tratados internacionales  | Tratados internacionales  |
| --- | --- | ------------------------ | --- | --- | ------------------------- | --- | ------------------------ | --- | --- | --- | ------------------------ | --- | ------------------------- | ------------------------- | ------------------------ | ------------------------- | ------------------------- | ------------------------- |
| Kirguistán | CESCR | CESCR                    | CCPR | CCPR | CCPR                      | CERD | CED                      | CEDAW | CEDAW | CAT | CAT                      | CRC | CRC                       | CRC                       | CRC                      | MWC                       | CRPD                      | CRPD                      |
| Kirguistán | CESCR | CESCR-OP                 | CCPR | CCPR-OP1 | CCPR-OP2-DP               | CERD | CED                      | CEDAW | CEDAW-OP | CAT | CAT-OP                   | CRC | CRC-OP-AC                 | CRC-OP-SC                 | CRC-OP-CP                | MWC                       | CRPD                      | CRPD-OP                   |
| Pertenencia | Kirguistán ha reconocido la competencia de recibir y procesar comunicaciones individuales por parte de los órganos competentes. | Sin información.         | Kirguistán ha reconocido la competencia de recibir y procesar comunicaciones individuales por parte de los órganos competentes. | Kirguistán ha reconocido la competencia de recibir y procesar comunicaciones individuales por parte de los órganos competentes. | Ni firmado ni ratificado. | Kirguistán ha reconocido la competencia de recibir y procesar comunicaciones individuales por parte de los órganos competentes. | Sin información.         | Kirguistán ha reconocido la competencia de recibir y procesar comunicaciones individuales por parte de los órganos competentes. | Kirguistán ha reconocido la competencia de recibir y procesar comunicaciones individuales por parte de los órganos competentes. | Kirguistán ha reconocido la competencia de recibir y procesar comunicaciones individuales por parte de los órganos competentes. | Sin información.         | Kirguistán ha reconocido la competencia de recibir y procesar comunicaciones individuales por parte de los órganos competentes. | Ni firmado ni ratificado. | Ni firmado ni ratificado. | Sin información.         | Ni firmado ni ratificado. | Ni firmado ni ratificado. | Ni firmado ni ratificado. |
| Firmado y ratificado, firmado, pero no ratificado, ni firmado ni ratificado, sin información, ha accedido a firmar y ratificar el órgano en cuestión, pero también reconoce la competencia de recibir y procesar comunicaciones individuales por parte de los órganos competentes. | |                          | | |                           | |                          | | | |                          | |                           |                           |                          |                           |                           |                           |

### Democracia

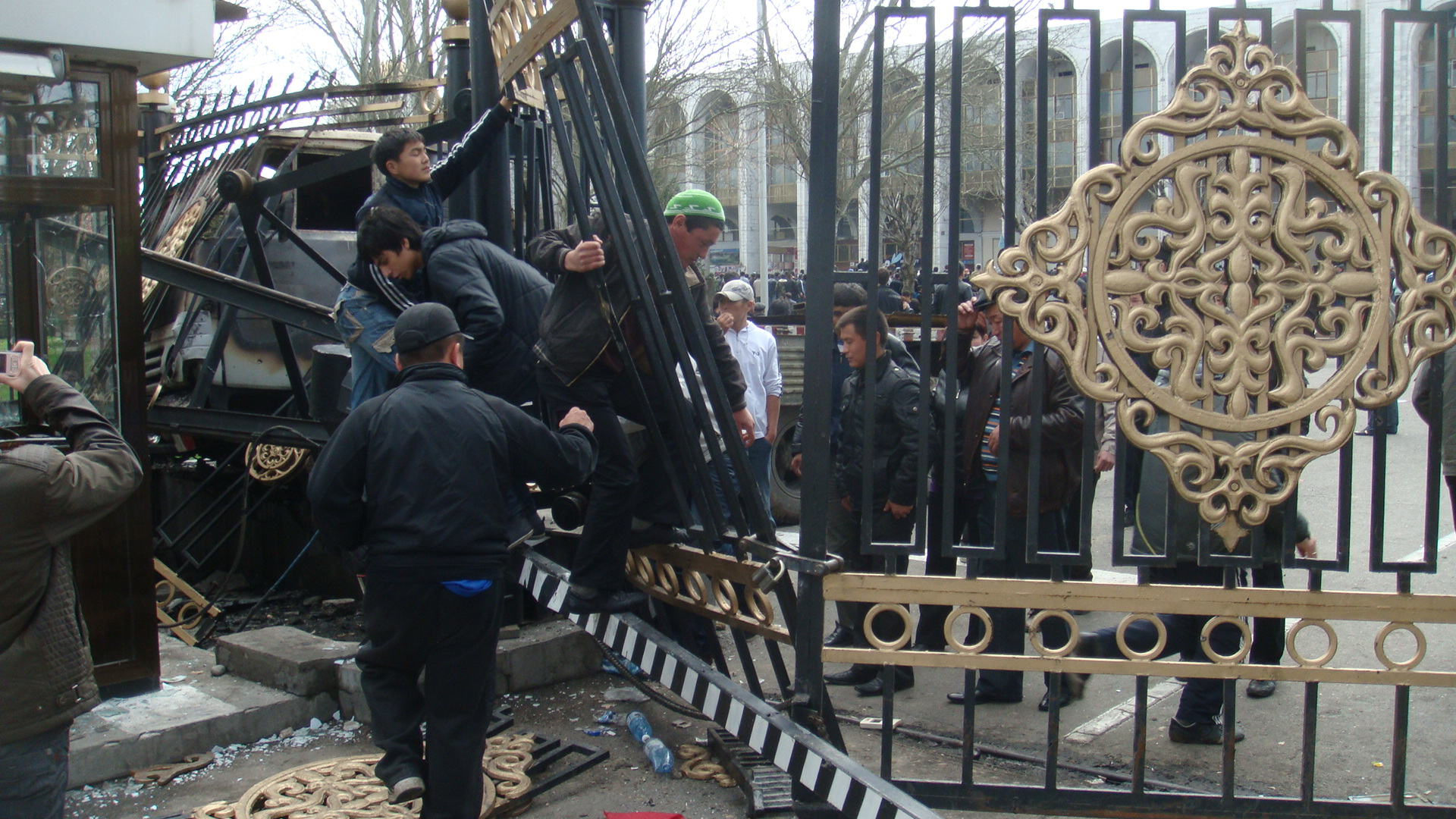
Manifestantes destruyen la verja del Capitolio en Biskek durante la Revolución kirguisa de 2010.

La democracia real da comienzo en abril de 2010 con la celebración de un referendo constitucional el domingo 27. La votación tiene lugar en un ambiente de tensión, pues apenas dos semanas antes había tenido lugar uno de los conflictos más violentos de la historia de Kirguistán, la revuelta de Osh de 2010. Desde su independencia de la URSS, los gobiernos kirguises han sido derrocados mediante esta clase de sublevaciones, de carácter y origen popular, como ya ocurrió en 2005 con la revolución de los Tulipanes. Así pues, a pesar del apoyo al referendo por parte de la ONU, Estados Unidos, Rusia y la Unión Europea, algunos críticos intentaron desacreditar la convocatoria y advirtieron que su celebración entre tantos problemas de seguridad, con miles de personas indocumentadas -el país posee una de las poblaciones nómadas más grandes en el mundo, sin domicilio fijo- y con dos de sus ciudades sumidas en el caos y el desorden (Osh y Jalal-Abad) no era lo más adecuado, ya que los intentos de fraude serían masivos.
Los puntos en discusión sobre los que había que decidir eran básicamente tres: si debilitaban los poderes del presidente en favor del control parlamentario (es decir, pasar de república presidencialista a república parlamentaria), si Roza Otunbayeva, como presidenta del gobierno provisional desde los disturbios de abril, continuaba al frente del país hasta las elecciones presidenciales de fines de 2011, y si se eliminaba el Tribunal Constitucional y se traspasaban sus poderes al Tribunal Supremo.
Estas tres cuestiones se plantearon en una única pregunta, la cual era ¿democracia sí o no? Teniendo en cuenta el ambiente en que se celebraba el referendo, se escogió el sistema de la huella dactilar para evitar cualquier posibilidad de fraude. También se permitió votar sin documentación a las personas que presentaran dos testigos como garantes de la acreditación de su identidad. Según comentarios de los observadores de la misión electoral de la OSCE, se trató de un proceso pacífico, a pesar de que «el referendo no se correspondió plenamente con los estándares de la Organización de Seguridad y Cooperación en Europa y con las normas de la legislación local».
Finalmente, y según los datos publicados por la Comisión Electoral Central el lunes 28 de junio por la mañana, el 70 % de los 2,7 millones de electores eligió el «sí» en un 90,7 % y tan solo un 7,56 % dijo «no».

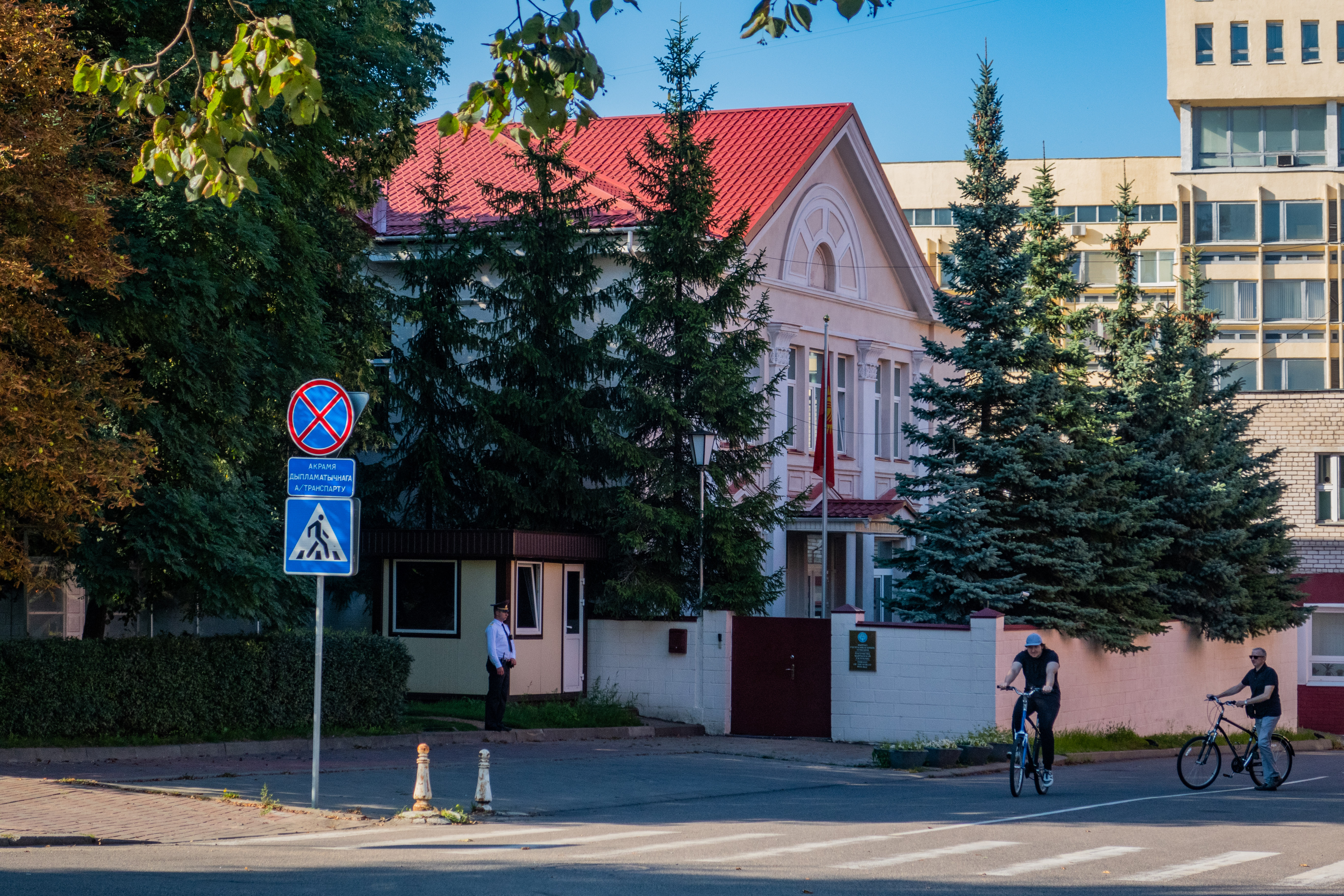
Embajada de Kirguistán en Bielorrusia

### Política exterior
Kirguistán es miembro de Mancomunidad de Estados Independientes y el Consejo Turco. Tras el 11 de septiembre de 2001, se estacionaron 5000 soldados estadounidenses en una base cerca de Manas, el aeropuerto de Biskek. Tras unos disturbios más fuertes en el país, en 2002 se restableció una base de tropas de las Fuerzas Armadas de Rusia cerca de Kant, que sigue desempeñando el papel más importante como fuerza del orden en el este de Asia Central incluso después del establecimiento de la presencia de tropas estadounidenses. Los anuncios de cerrar la base estadounidense de Manas a mediados de 2009 se retiraron después de que Estados Unidos prometiera aumentar la ayuda financiera.
Tras las repetidas presiones de Rusia sobre el Gobierno para que dejara expirar el permiso de uso de la base, los últimos soldados estadounidenses abandonaron la base en junio de 2014, lo que fue lamentado por figuras de la oposición kirguisa a la luz de la actual crisis de Ucrania. La presencia militar estadounidense en Manas ha ido disminuyendo desde diciembre de 2015.
Desde diciembre de 2015, se ha producido un notable enfriamiento en las relaciones entre Kirguistán y Rusia. Esta tendencia está provocada por la falta de inversiones de Rusia para la construcción contractualmente prevista de presas en el río Naryn, que el Gobierno kirguís lleva años impulsando como proyecto económico escaparate. El presidente Almasbek Atambayev denunció la actitud vacilante de la parte rusa al respecto en una rueda de prensa con motivo del Día de la Victoria sobre la Alemania nazi, el 9 de mayo de 2016. Además, se quejó abiertamente de la creciente xenofobia en Rusia. También expresó su decepción por la falta de beneficios de la Unión Euroasiática para su país.

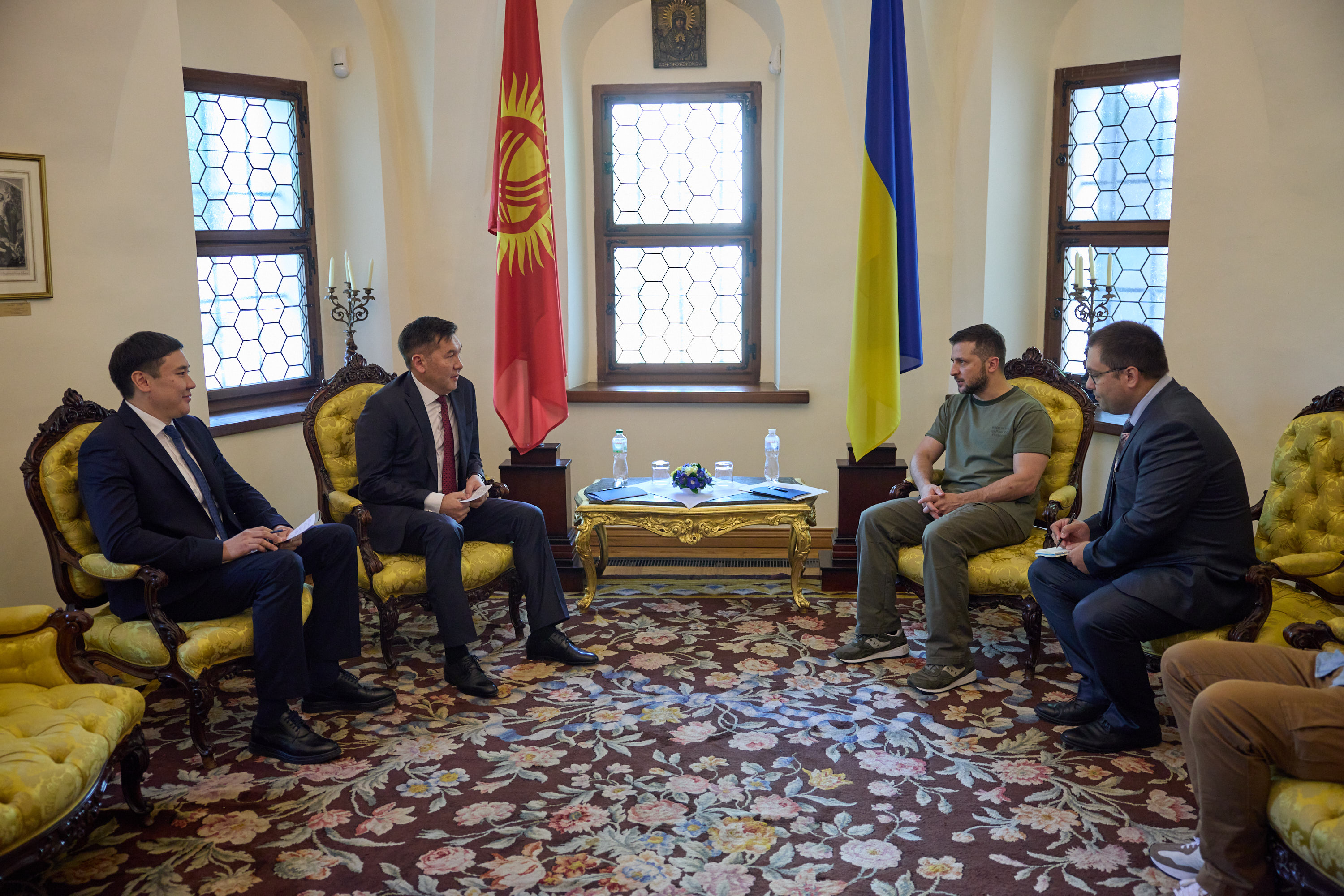
Presentación de credenciales ante el Presidente de Ucrania Volodymyr Zelenskyy por el embajador de Kirguistán,

Una cuestión definitoria de la política exterior kirguisa es también la relación con su vecino suroccidental Tayikistán. Las cuestiones fronterizas no resueltas son la causa del conflicto fronterizo entre Kirguistán y Tayikistán, que dura desde hace años con distinta intensidad y es un tema importante de la diplomacia kirguís.
En 2010, debido a los enfrentamientos entre kirguizos y uzbekos en el valle de Fergana, en los que murieron cientos de personas y decenas de miles fueron desplazadas, y al cambio de poder en Kirguistán, las relaciones con el vecino Uzbekistán se deterioraron. Las disputas fronterizas sobre el monte Ungar-Too también provocaron tensiones en las relaciones. Sin embargo, tras la llegada al poder de Sadyr Dzhaparov, las relaciones han vuelto a mejorar.
Kirguistán es miembro de la Comunidad de Estados Independientes (CEI), la Organización de Cooperación de Shanghái (OCS), la Organización del Tratado de Seguridad Colectiva (OTSC), la Unión Económica Euroasiática (UEE), la Organización de Cooperación Económica (OCE), la Organización para la Seguridad y la Cooperación en Europa (OSCE), la Organización de la Conferencia Islámica (OCI) y la Cumbre de Repúblicas Turcas de Asia Central (OATCT). Como uno de los seis Estados túrquicos independientes, el país también es miembro del Consejo Túrquico, así como de la comunidad TÜRKSOY.

Embajada de Estados Unidos en Kirguistán

Desde 2003, el Banco Mundial apoya a las comunidades rurales en la preparación y ejecución de sus propios planes de inversión local, tarea en la que también participó en 2005 un proyecto alemán financiado por KfW.
Desde su independencia en 1991, Kirguistán ha mantenido buenas relaciones de vecindad con su vecino del norte, Kazajistán. Sin embargo, la relación se deterioró enormemente con la revolución en Kirguistán en 2010, cuando la parte kazaja cerró la frontera común. Esta medida fue calificada en Biskek como un bloqueo impulsado por Astaná que habría empeorado la situación socioeconómica del país. Las autoridades kirguisas también acusaron a los dirigentes kazajos de organizar la huida del presidente Kurmanbek Bakiyev, derrocado en la revolución. Varios otros puntos de discordia, como el medicamento contra la tuberculosis FS-1 producido en Kazajistán, cuyo uso se dice que ha matado a dos ciudadanos kirguisos, o el aumento de los precios de internet en Kirguistán por parte de los proveedores de internet kazajos, etc., tensaron visiblemente las relaciones mutuas en los años siguientes.
En 2017, las tensiones alcanzaron un nuevo nivel de escalada después de que el presidente kirguís saliente, Almasbek Atambayev, acusara a su homólogo kazajo, Nursultan Nazarbayev, de interferir en la campaña electoral presidencial kirguís en curso. El motivo fue la supuesta declaración de Nazarbayev de que Kirguistán necesitaba un gobierno joven. Atambayev respondió: «El candidato presidencial de más edad en Kirguistán es 20 años más joven que Nazarbayev. Yo mismo soy 16 años más joven. Ahora bien, ¿quién necesita un presidente más joven: ¿Nosotros o Kazajstán?». 

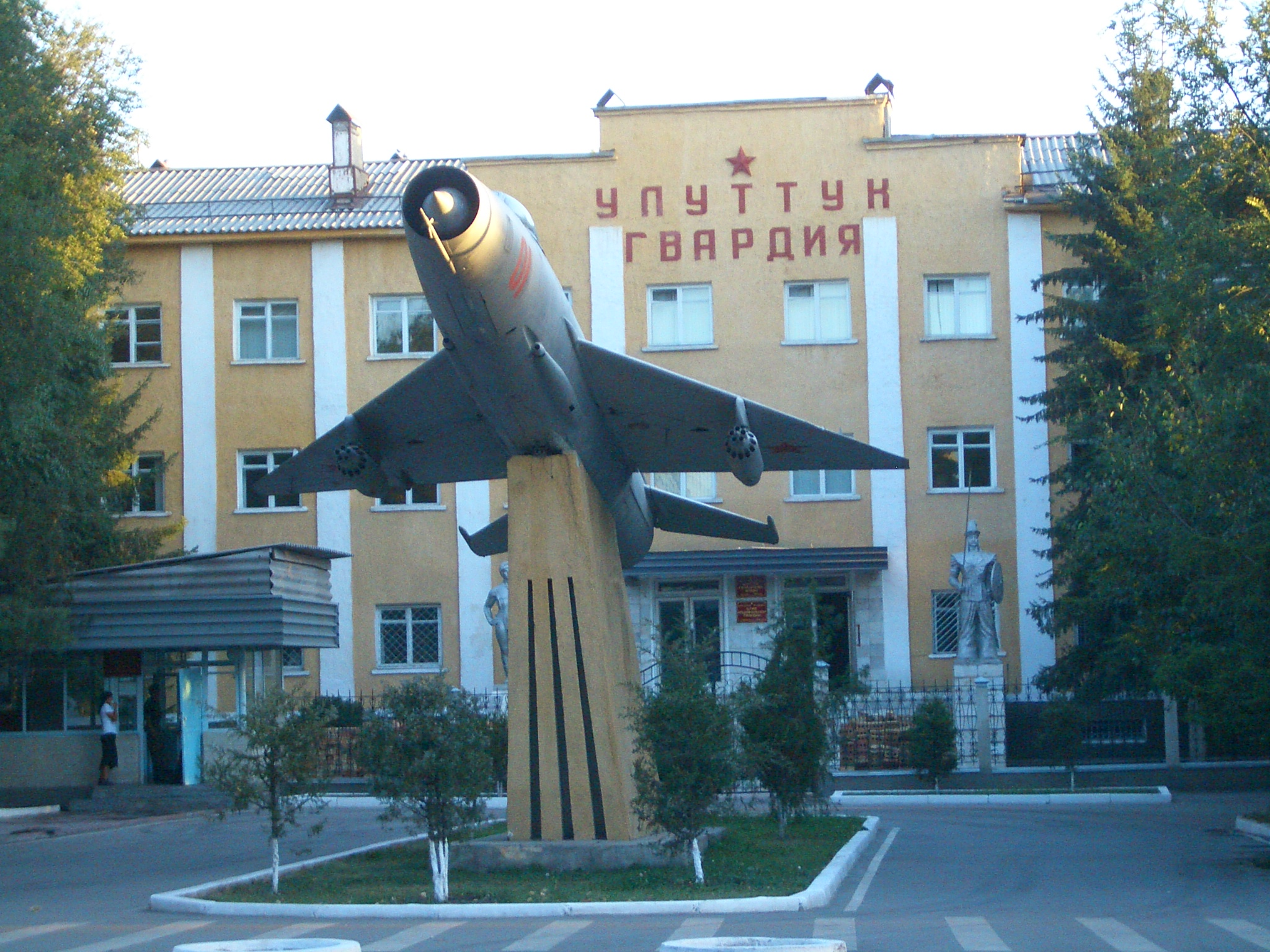
Barracas de la Guardia Nacional de Kirguistán (Кыpгыз Pecпyбликacынын Улуттук гвардия)

El tenso clima político provocó un endurecimiento de los controles en la frontera entre ambos países. Dado que Kirguistán depende económicamente sobre todo de Kazajistán, el gobierno anunció su intención de cooperar más estrechamente con Tayikistán y China en el futuro, con el fin de abrir nuevos mercados y rutas de suministro para la economía kirguís.
Durante los disturbios en Kazajistán en 2022, también se enviaron tropas kirguisas a Kazajistán para apoyar al gobierno de ese país. Esto fue recibido negativamente por muchos kirguises. Preocupados por la relación entre ambas naciones, se produjeron protestas y se firmaron peticiones en contra.

### Defensa

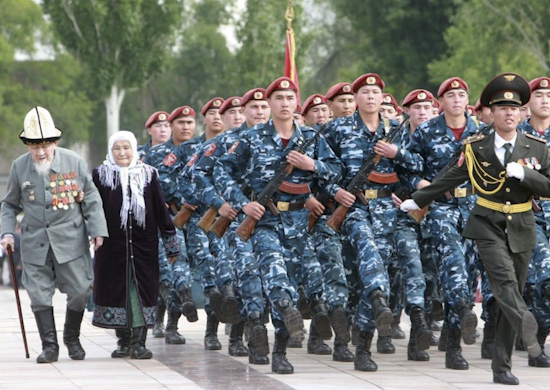
Las llamadas Tropas Internas de Kirguistán

Las fuerzas armadas de Kirguistán se formaron tras el colapso de la Unión Soviética y están compuestas por las Fuerzas Terrestres, las Fuerzas Aéreas, las tropas internas, la Guardia Nacional y la guardia fronteriza. El ejército trabaja con las Fuerzas Armadas estadounidenses, que alquilaron una instalación denominada Centro de Tránsito de Manas en el aeropuerto internacional de Manas, cerca de Biskek, hasta junio de 2014. En los últimos años, las Fuerzas Armadas han empezado a desarrollar mejores relaciones con Rusia, incluyendo la firma de acuerdos de modernización por valor de 1100 millones de dólares y la participación en más ejercicios con tropas rusas. La Agencia de Seguridad Nacional trabaja con el ejército y tiene fines similares a los de su predecesor soviético, la KGB. Supervisa una unidad de élite de fuerzas especiales antiterroristas conocida como «Alfa», el mismo nombre que utilizan otros antiguos países soviéticos, como Rusia y Uzbekistán. La policía está bajo el mando del Ministerio del Interior, junto con la guardia de fronteras.

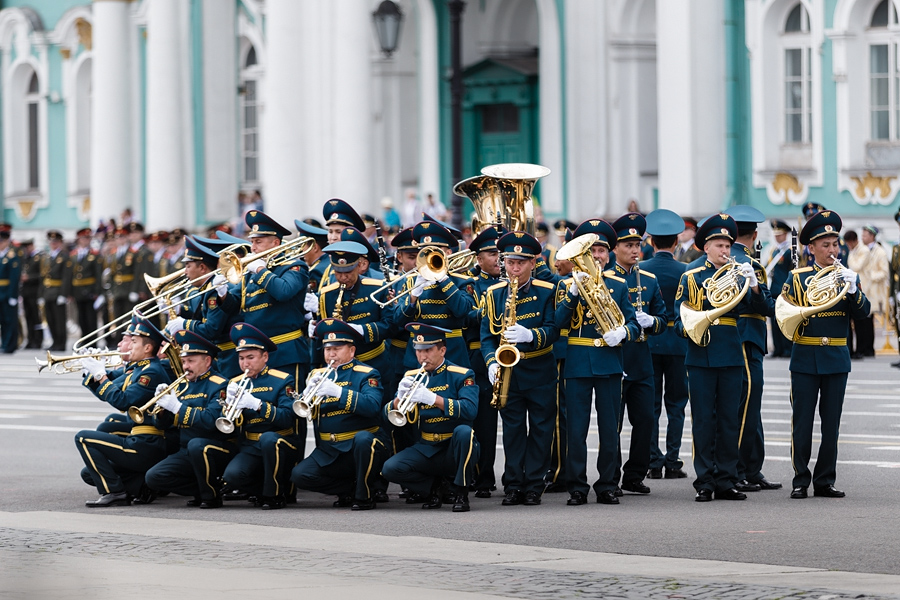
Una banda Militar de Kirguistán

En cuanto a la presencia extranjera, la coalición de la Operación Libertad Duradera, liderada por Estados Unidos, utilizó la base aérea de Manas (aeropuerto internacional de Biskek) hasta junio de 2014. En respuesta, Rusia estableció la Base Aérea 999 en Kant para contrarrestar la presencia militar estadounidense en el antiguo Estado soviético. Se cree que Moscú ha prometido a Biskek 1100 millones de dólares para modernizar su ejército. Se alcanzaron acuerdos en este sentido durante las visitas a Biskek del vice primer ministro Igor Shuvalov, en agosto, y del presidente Vladímir Putin, en septiembre de 2012.
Desde mayo de 1992, Kirguistán es miembro de la Organización del Tratado de Seguridad Colectiva. Además, sus dirigentes trabajan en el marco del Consejo de Ministros de Defensa de la CEI. Kirguistán acogió los Segundos Juegos Deportivos Militares de la CEI en 2017 en Balykchy. Los juegos incluyeron diversas competiciones de tiro, lucha, etc. El 16 de julio de 2018, tuvo lugar en Balykchy la inauguración del Centro de Entrenamiento de Montaña Kirguís-India en el Centro de Entrenamiento Edelweiss, construido con fondos asignados por el Gobierno de la India.
El personal de las fuerzas armadas también participa en misiones de mantenimiento de la paz de la ONU. Actualmente, las fuerzas kirguisas prestan servicio en Sierra Leona, Liberia, Sudán, Timor Oriental, Etiopía y el territorio con reconocimiento limitado de Kosovo.

## Organización político-administrativa
Kirguistán se encuentra dividido en siete provincias. La capital, Biskek, es administrativamente una ciudad independiente o municipalidad (shaar), así como también la capital de la provincia de Chuy. Osh también tiene el rango de shaar.
| Provincia         | Capital    | Área (km²) | Población (2005) | Mapa                                  |
| ----------------- | ---------- | ---------- | ---------------- | ------------------------------------- |
| 1. Biskek (shaar) | Biskek     | 127        | 900 000          | Mapa de las provincias de Kirguistán. |
| 2. Batkén         | Batkén     | 16 995     | 400              | Mapa de las provincias de Kirguistán. |
| 3. Chuy           | Biskek     | 20 200     | 818 000          | Mapa de las provincias de Kirguistán. |
| 4. Jalal-Abad     | Jalal-Abad | 33 700     | 962 200          | Mapa de las provincias de Kirguistán. |
| 5. Narýn          | Narýn      | 45 200     | 269 700          | Mapa de las provincias de Kirguistán. |
| 6. Osh            | Osh        | 29 200     | 1 299 500        | Mapa de las provincias de Kirguistán. |
| 7. Talas          | Talas      | 11 400     | 216 100          | Mapa de las provincias de Kirguistán. |
| 8. Ysyk-Kol       | Karakol    | 43 100     | 450 700          | Mapa de las provincias de Kirguistán. |
| Kirguistán        | Biskek     | 198 500    | 5 316 600        | Mapa de las provincias de Kirguistán. |

Cada provincia se divide en distritos (raión), administrados por oficiales designados por el gobierno. Las comunidades rurales (okmotus del aiyl) consisten en hasta veinte establecimientos pequeños, los cuales tienen sus propios alcaldes y concejales, elegidos por la población.

## Geografía

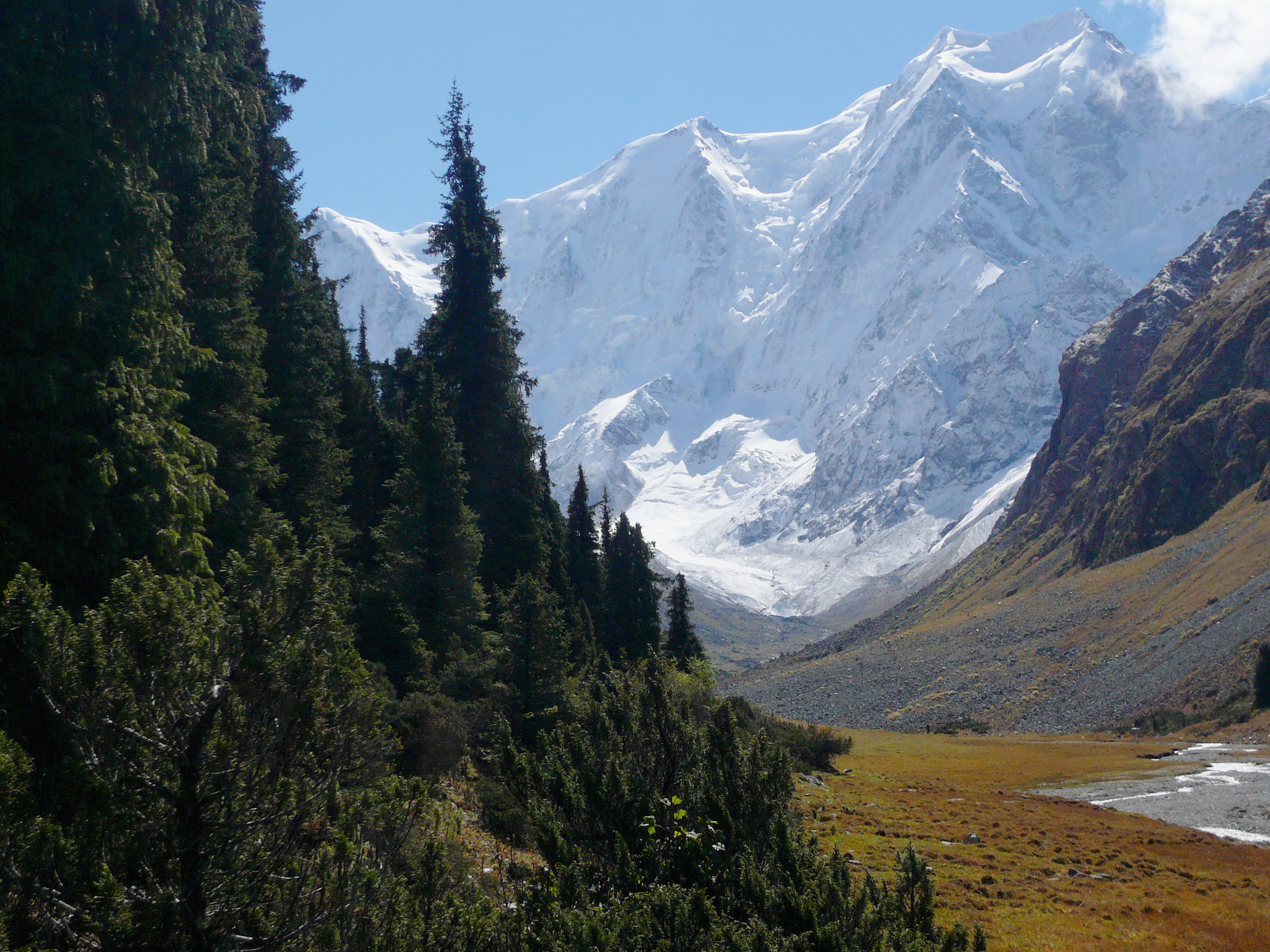
«Cabeza de buey» en el Tian Shan (Kirguistán)

Kirguistán es un país sin salida al mar; limita con Kazajistán al norte, con la República Popular China de este a sur, con Tayikistán al suroeste y con Uzbekistán al oeste. Se encuentra entre las latitudes 39° y 44°N, y las longitudes 69° y 81°E. Está más lejos del mar que cualquier otro país del mundo, y todos sus ríos desembocan en sistemas de drenaje cerrados que no llegan al mar. La región montañosa del Tian Shan cubre más del 80 % del país (Kirguistán se conoce como «la Suiza de Asia Central»), y el resto está formado por diversos valles y cuencas.
El lago Issyk-Kul, o Ysyk-Köl en kirguís, en el noreste de Tian Shan, es el lago más grande de Kirguistán (el segundo lago de montaña más grande del mundo después del Titicaca). Los picos más altos están en el rango de Kakshaal-Too, en la frontera china. El pico Jengish Chokusu, de 7439 m, es el punto más alto; los geólogos lo consideran el pico más septentrional de más de 7000 m en el mundo. Las fuertes nevadas del invierno provocan inundaciones en la primavera que a menudo causan graves daños en el río. El deshielo de las montañas también se utiliza para la hidroelectricidad.
Kirguistán tiene importantes depósitos de metales, como el oro y los metales de tierras raras. Debido al terreno predominantemente montañoso del país, menos del 8 % de la tierra se cultiva, y esto se concentra en las tierras bajas del norte y las franjas del valle de Ferganá.
Biskek, ciudad situada en el norte, es la capital y es también la ciudad más grande, con 965 900 habitantes (datos de 2017). La segunda ciudad es la antigua ciudad de Osh, ubicada en el valle de Ferganá, cerca de la frontera con Uzbekistán. 

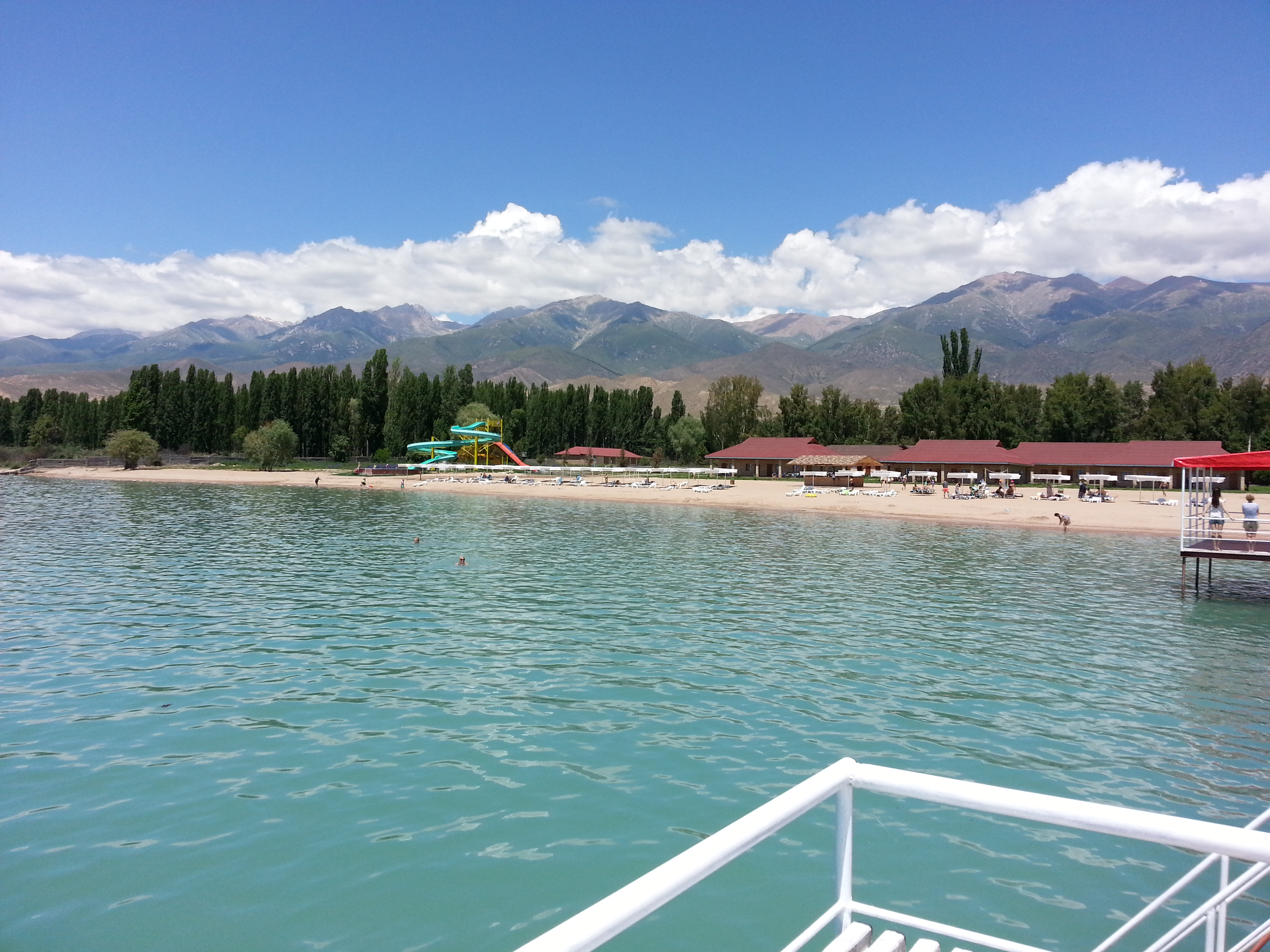
Playa de Kirguistán en el Lago Issyk-Kul que cubre un área de 6236 km² (una superficie más grande que la de Brunéi o Trinidad y Tobago)

El río principal es el Kara Daria, que fluye hacia el oeste a través del valle de Fergana hacia Uzbekistán. Al otro lado de la frontera, en Uzbekistán, se encuentra con otro importante río kirguiso, el Narýn. La confluencia forma el Sir Daria, que originalmente fluyó hacia el mar de Aral. A partir de 2010 ya no llega al Aral, ya que su agua se extrae aguas arriba para irrigar los campos de algodón en Tayikistán, Uzbekistán y el sur de Kazajistán. El río Chu también fluye brevemente a través de Kirguistán antes de entrar en Kazajistán.

### Clima
El clima en Kirguistán varía según la región. El suroeste del valle de Ferganá es subtropical y extremadamente caluroso en verano, con temperaturas que alcanzan los 40 °C. Los piedemontes septentrionales son templados y el Tian Shan varía de continental seco a clima polar en función de la altitud. En las zonas más frías las temperaturas no suben de cero grados durante unos 40 días al año.
El clima del país está influido principalmente por su altitud, por la posición de Kirguistán en el centro de la masa continental euroasiática y por la ausencia de masas de agua lo suficientemente grandes como para influir en los patrones meteorológicos. Aunque las montañas tienden a acumular nubes y a bloquear la luz solar (en algunos valles estrechos en ciertas épocas del año las horas de luz solar son apenas tres o cuatro al día), el país es generalmente soleado y recibe hasta 2900 horas de luz solar al año en algunas zonas. Las mismas condiciones también afectan a las temperaturas, que pueden variar significativamente de un lugar a otro. 

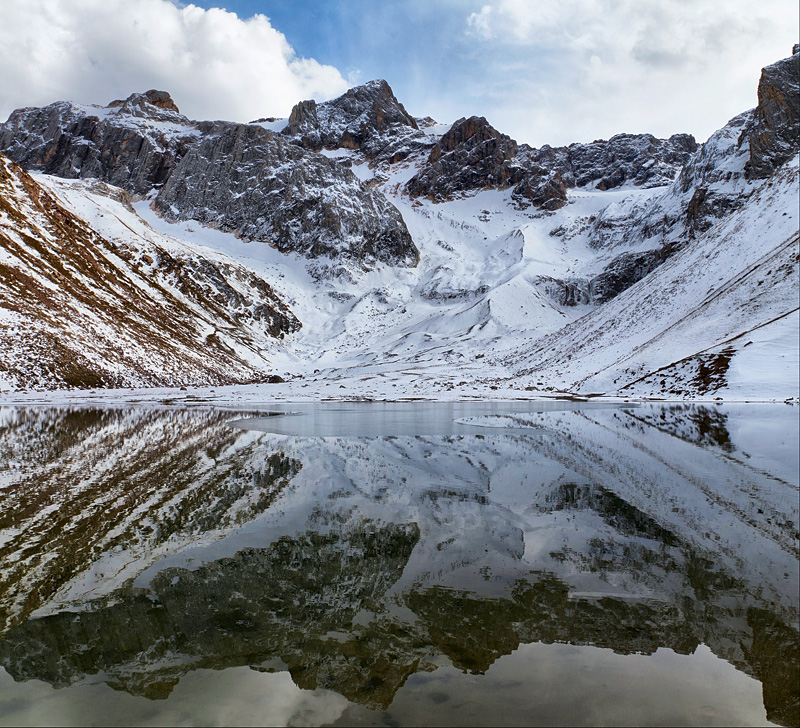
El lago Akköl, en la provincia de Jalal-Abad

En enero, la temperatura media más cálida (-4 °C o 25 °F) se da alrededor de la ciudad meridional de Osh y alrededor de Ysyk-Köl. Este último, que tiene un volumen de 1738 kilómetros cúbicos, no se congela en invierno; de hecho, su nombre significa «lago caliente» en kirguís. Las temperaturas más frías se registran en los valles montañosos, donde las temperaturas pueden descender hasta -30 °C (-22 °F) o menos; el récord es de -53,6 °C (-64,5 °F). Las precipitaciones oscilan entre los 2000 milímetros anuales de las montañas del valle de Fergana y los menos de 100 milímetros anuales de la orilla occidental del Ysyk-Köl.

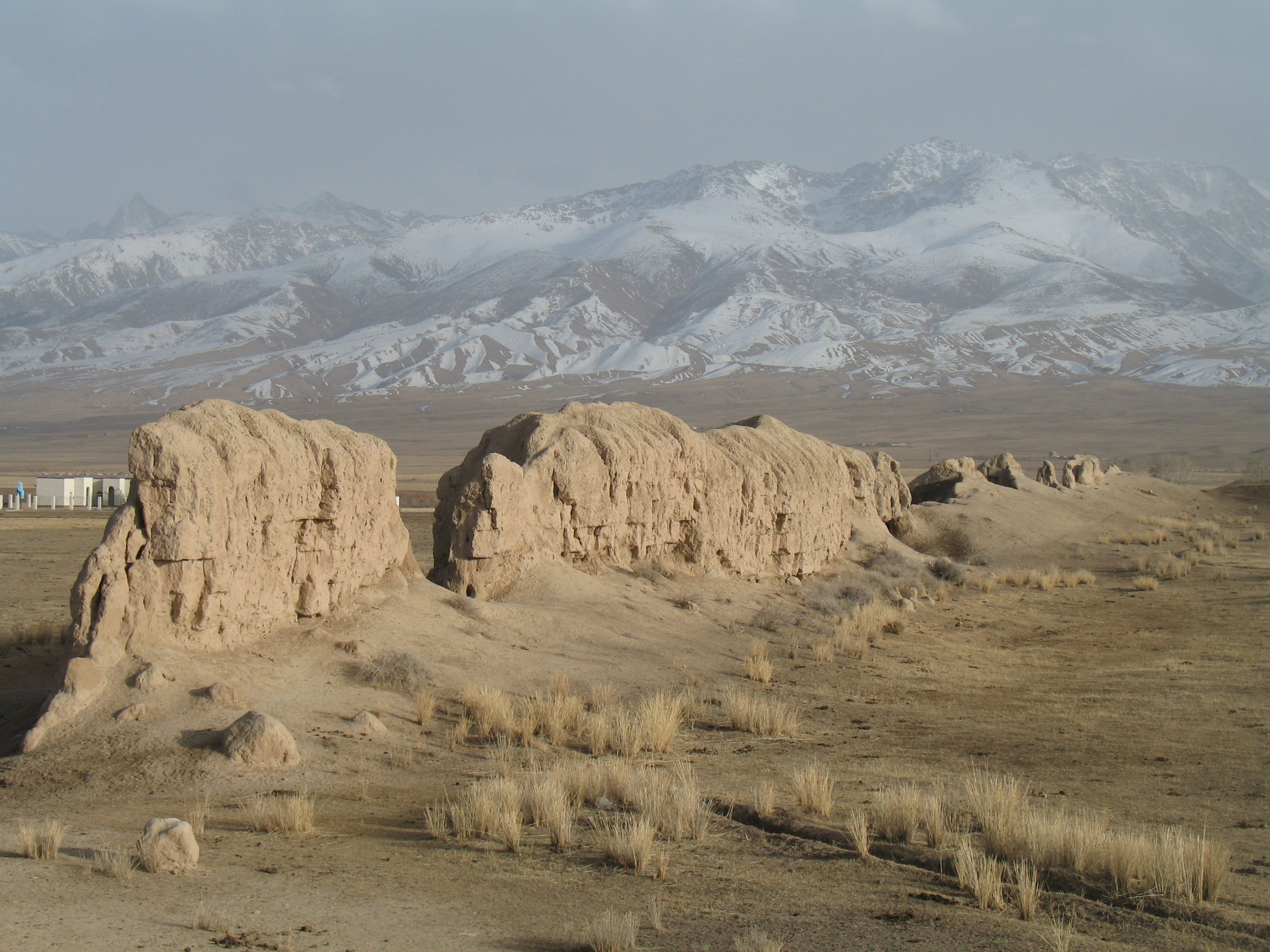
Paisaje desértico en los alrededores de Qoshoy Qorgon

El cambio climático ya está teniendo repercusiones en Kirguistán. Entre los países de Europa Oriental y Asia Central, Kirguistán es el tercero más vulnerable a los efectos del cambio climático, como los cambios en los patrones meteorológicos que podrían provocar periodos prolongados de precipitaciones y sequías. Además, la frecuente aparición de fenómenos meteorológicos y climáticos extremos, como olas de calor, sequías, lluvias torrenciales y catástrofes bióticas/abióticas en los últimos años, son una prueba del cambio climático. Kirguistán se ve amenazado por el deshielo de los glaciares y la falta de equilibrio de agua dulce, acelerados por el calentamiento global. La temperatura media ha aumentado de 4,8 °C a 6 °C en los últimos 20 años. En 2013, el Banco Mundial estimó un probable aumento de 2 °C en la temperatura media media para 2060 y de 4-5 °C para 2100,  señaló que los glaciares del país se habían reducido significativamente y se prevé que sigan disminuyendo. Sin embargo, se espera que el ligero aumento de la temperatura afecte positivamente a los sectores sensibles al clima, como la agricultura, la energía y la silvicultura, ya que hay más tierra dentro de la banda de temperatura óptima.

### Relieve
Kirguistán está situado en las altas montañas del Tianshan y alcanza su mayor altitud con los 7439 m del Dzhengish Chokusu. Más del 90 % del territorio se encuentra por encima de los 1500 m sobre el nivel del mar, el 94 % de la superficie del país es montañosa y la agricultura solo es posible en el 20 % del país. Geológicamente, el Tianshan es una cadena montañosa joven (cenozoica), por lo que las montañas de Kirguistán se elevan de forma dominante y abrupta y los valles se abren profundamente. El extremo sur del país está formado por la cordillera Alai, donde se funde con los montes Pamir.

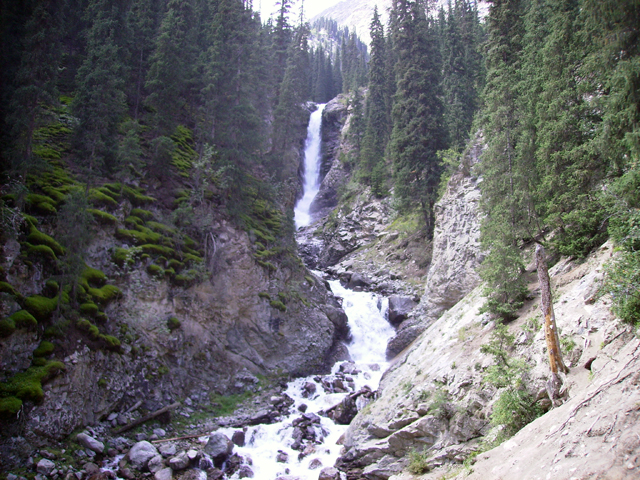
Cascada «Lágrima de leopardo de las nieves» en el cañón de Barskaun, Kirguistán

Hasta una altitud de 1500 m, el país está formado por estepa, que, sin embargo, se ha convertido en cultivable gracias a extensos sistemas de regadío. Por encima de los 1500 m, predominan los prados y pastos alpinos, que llegan hasta los campos de nieve y los glaciares. Los bosques se sitúan entre 1500 y 4000 m de altitud y albergan unas 120 especies de árboles y arbustos. Con solo un 4 % de cubierta forestal, Kirguizistán es uno de los países con menos bosques de Asia, si bien en la zona de Jalalabat  se encuentra el mayor bosque de nogales del mundo.

### Catástrofes naturales
El Tianshan es una cadena montañosa tectónicamente activa, por lo que se producen terremotos con frecuencia. Todo el país y toda la población corren un riesgo entre medio y alto de sufrir terremotos. Combinado con la escasa fuerza económica del país, esto supone una gran vulnerabilidad para la población. Kirguistán se vio afectado por grandes terremotos en 1885 (epicentro: Bjelovodsk, que provocó el abandono de Pischpek y la refundación de Biskek), 1907 (epicentro: Karatag), 1948, 1949 (epicentro: Hait), 2008 (72 víctimas mortales) y 2011 (epicentro: Valle de Fergana, al menos 13 víctimas mortales).

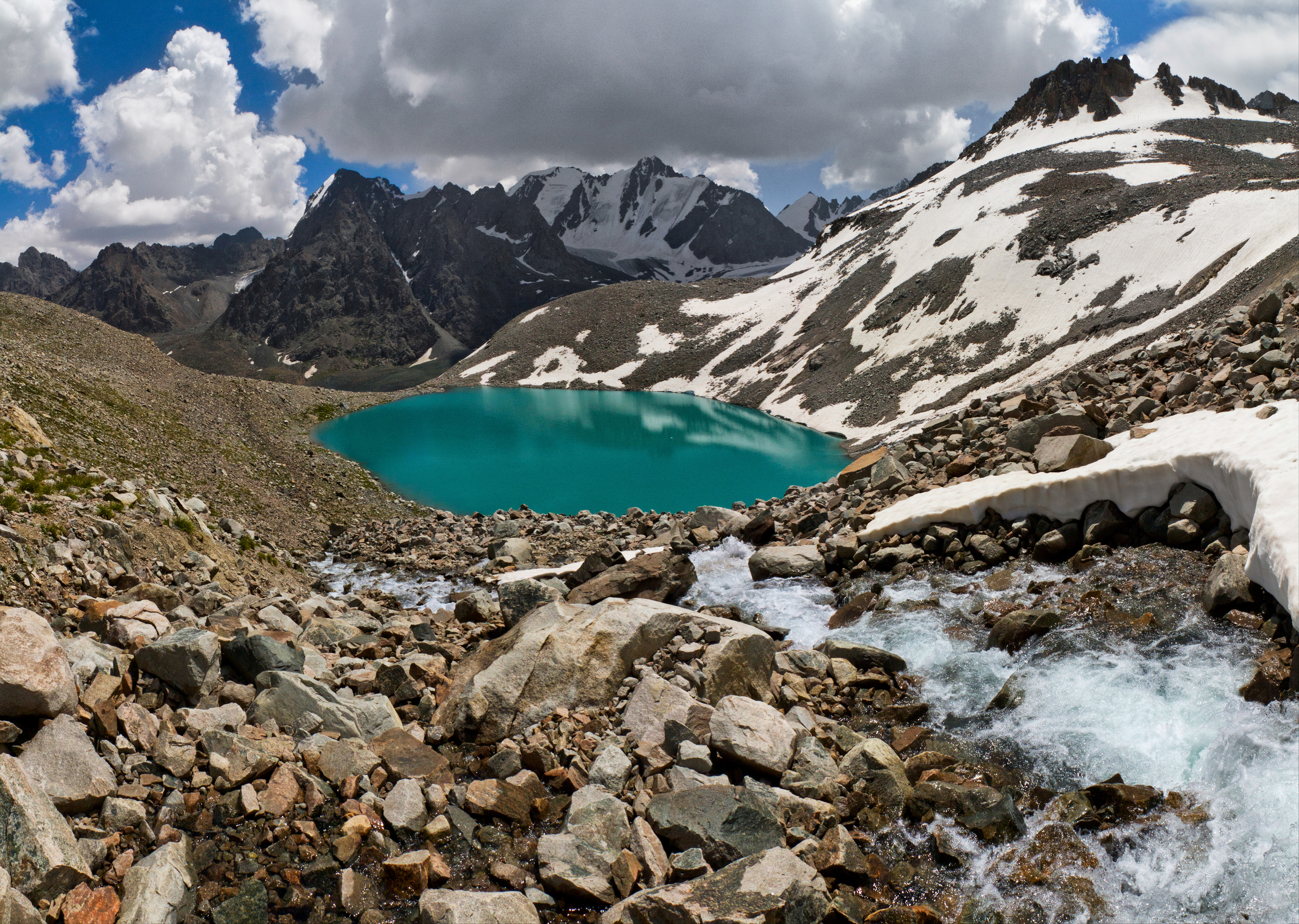
El Lago glaciar Ala-Archa

Debido a la gran energía del relieve, la fuerte sismicidad, el clima, los suelos y el cambio de uso del suelo provocado por el hombre, se producen una y otra vez graves movimientos de masas con numerosas víctimas mortales. A menudo, tras los terremotos, la mayoría de las víctimas mortales no son causadas por el sísmo, sino por los posteriores corrimientos de tierra o avalanchas de escombros. Estos peligros naturales se ven exacerbados por los depósitos mal asegurados de residuos mineros radiactivos o tóxicos. El valle de Mailuusu y la cuenca de Syrdarja están especialmente afectados.
En las montañas de Kirguizistán hay unos 2200 glaciares, que también están en retroceso como consecuencia del calentamiento global. Cada vez más, los lagos glaciares formados como consecuencia del retroceso de los glaciares suponen un peligro, ya que se forman en lo alto de las montañas y pueden desbordarse e inundar valles enteros.
Las catástrofes naturales cuestan a Kirguistán una media anual del 0,53 % de su producto interior bruto.

### Recursos hídricos

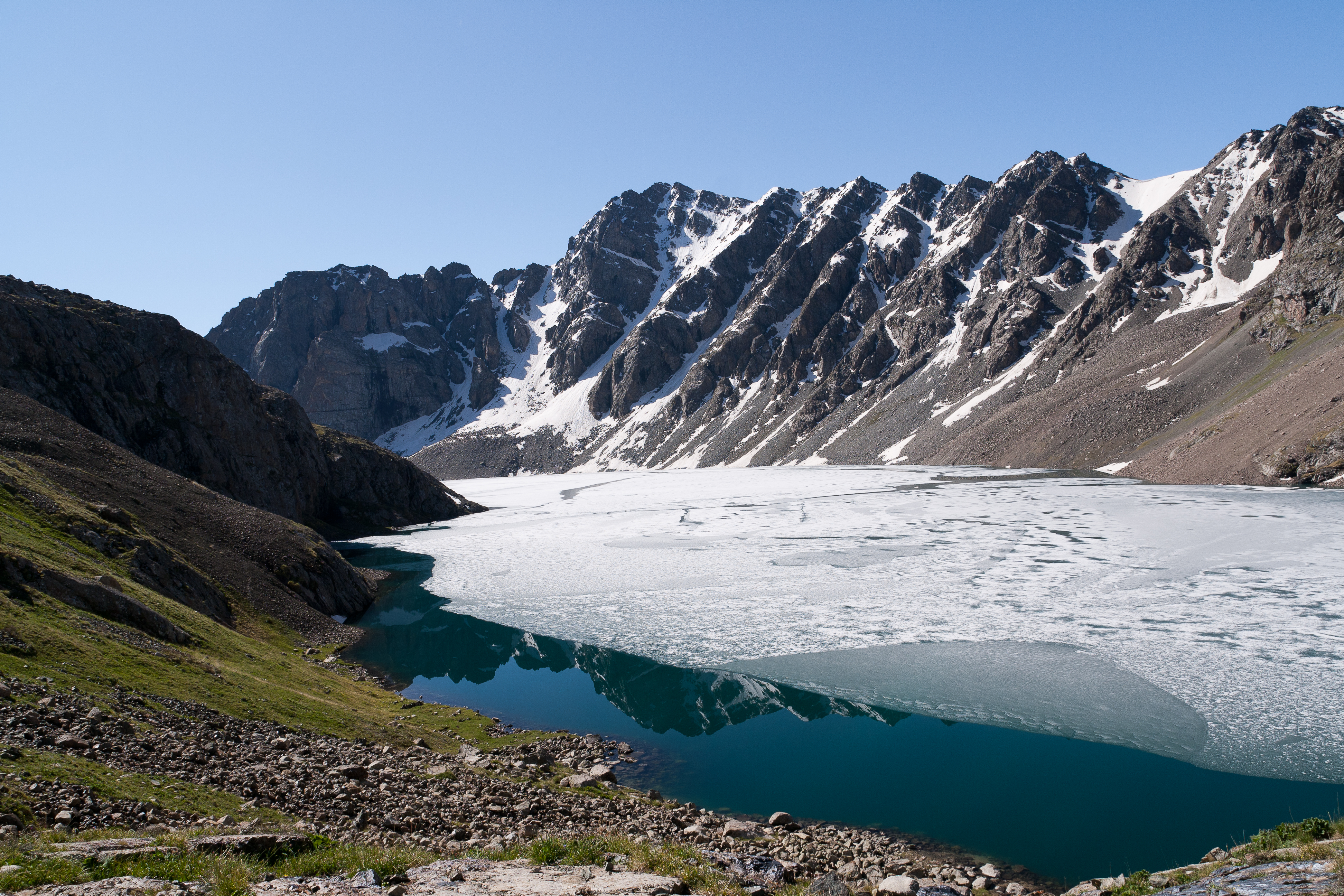
El Lago Ala-Kul parcialmente congelado

La República de Kirguistán es el único Estado de Asia Central donde los recursos hídricos se generan íntegramente en su propio territorio. El agua procede de las cadenas montañosas, a menudo cubiertas de glaciares, y su abundancia es un componente vital para la agricultura y la producción de energía hidroeléctrica. La montañosa República es un «depósito de agua» esencial para la agricultura de regadío en los territorios áridos de llanura. Además, el impresionante paisaje montañoso glaciarizado implica un considerable potencial turístico.

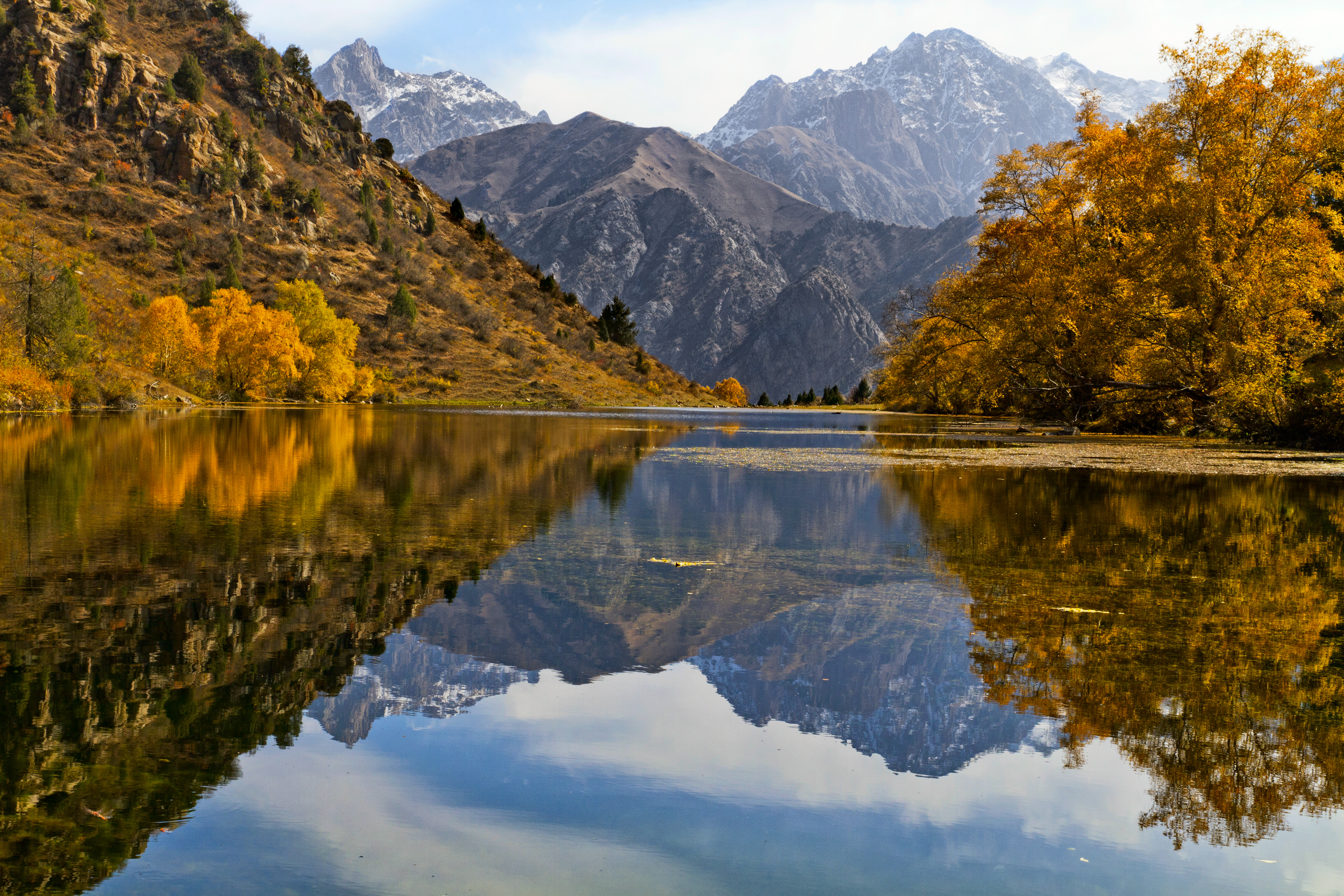
Río Talas

Aunque por Kirguizistán corre abundante agua, su suministro viene determinado por un acuerdo postsoviético de reparto entre las cinco repúblicas centroasiáticas. Como en la época soviética, Kirguizistán tiene derecho al 25 % del agua que nace en su territorio, pero el nuevo acuerdo permite a Turkmenistán y Uzbekistán un uso ilimitado del agua que les llega de Kirguizistán, sin compensación para la nación en origen. [Durante la era soviética, Kirguistán y Tayikistán compartían sus abundantes recursos hídricos con Uzbekistán, Kazajistán y Turkmenistán durante el verano, y estas tres naciones compartían petróleo y gas con Kirguistán y Tayikistán en invierno. 

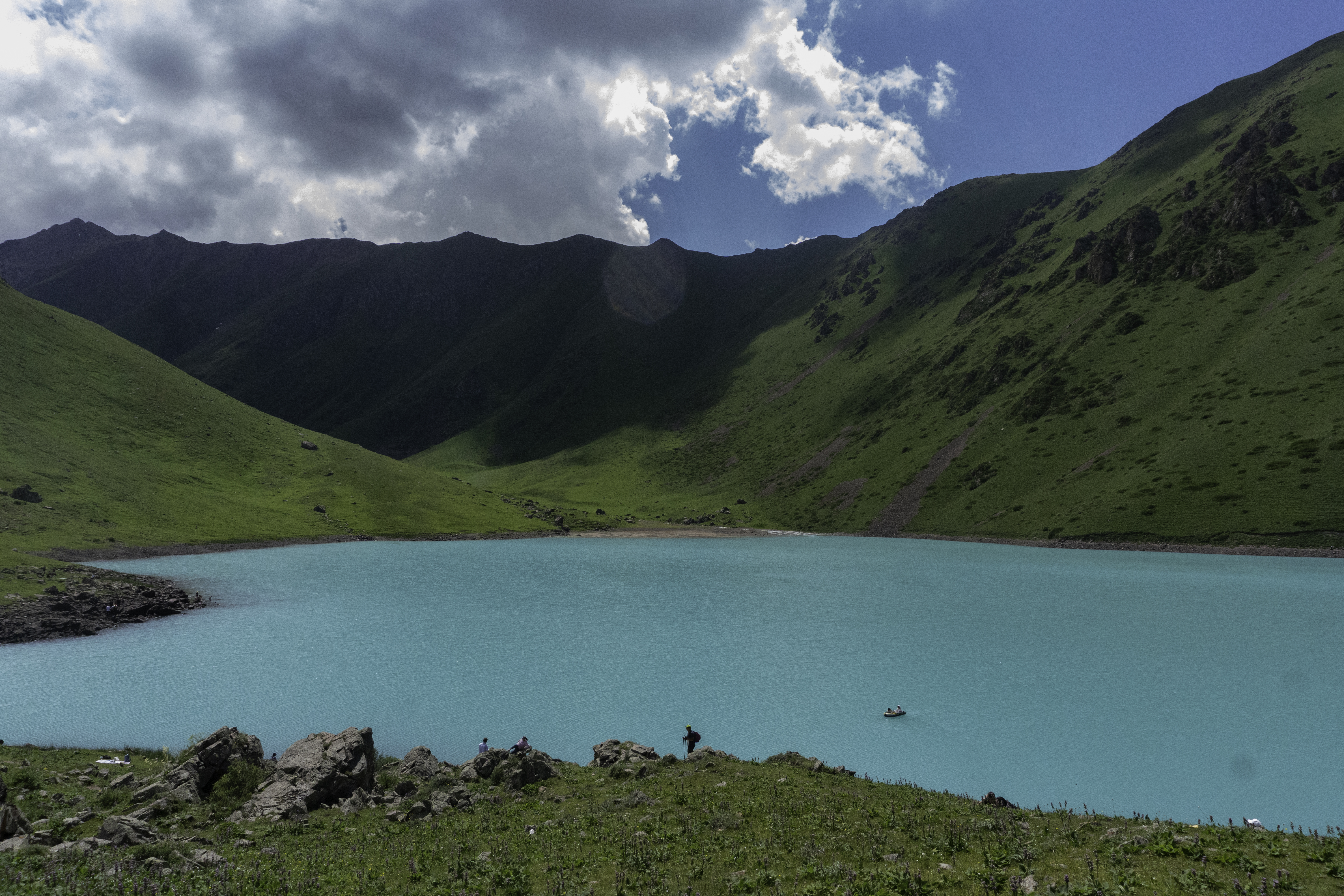
El Lago Kol-Tor

Según el International Crisis Group, el sesgado sistema actual podría causar una desestabilización regional irreversible, y es necesario que los actores internacionales se ocupen de él para evitar una crisis en Asia Central. En 1994, la agricultura representaba alrededor del 88 % del consumo total de agua, frente al 8 % de la industria y el 4 % de los sistemas municipales de distribución de agua. Según los expertos del Banco Mundial, Kirguizistán dispone de un suministro adecuado de agua de alta calidad para uso futuro, siempre que el recurso se gestione con prudencia. Sin embargo, en Asia Central los problemas de agua van en aumento. La República Kirguisa exporta agua para regar los Estados vecinos, Uzbekistán, Kazajistán y Tayikistán. Para evitar conflictos, la asignación y el uso del agua, y en particular el papel de la agricultura como principal usuario de agua, se han convertido en cuestiones muy importantes en el discurso sobre el desarrollo en los últimos años, y seguirán siéndolo en el futuro.
Se calcula que en 1993 sólo se asignó el 5 % de los gastos de mantenimiento necesarios. En 1997, el 70 % de la red nacional de abastecimiento de agua necesitaba reparaciones o sustituciones. La calidad del agua potable procedente de este sistema obsoleto está mal controlada: el personal de gestión del agua se ha reducido drásticamente por falta de fondos. Además, no hay dinero para comprar nuevos equipos de desinfección del agua cuando son necesarios. Algunos acuíferos cercanos a centros industriales y mineros se han contaminado con metales pesados, aceites y residuos sanitarios.

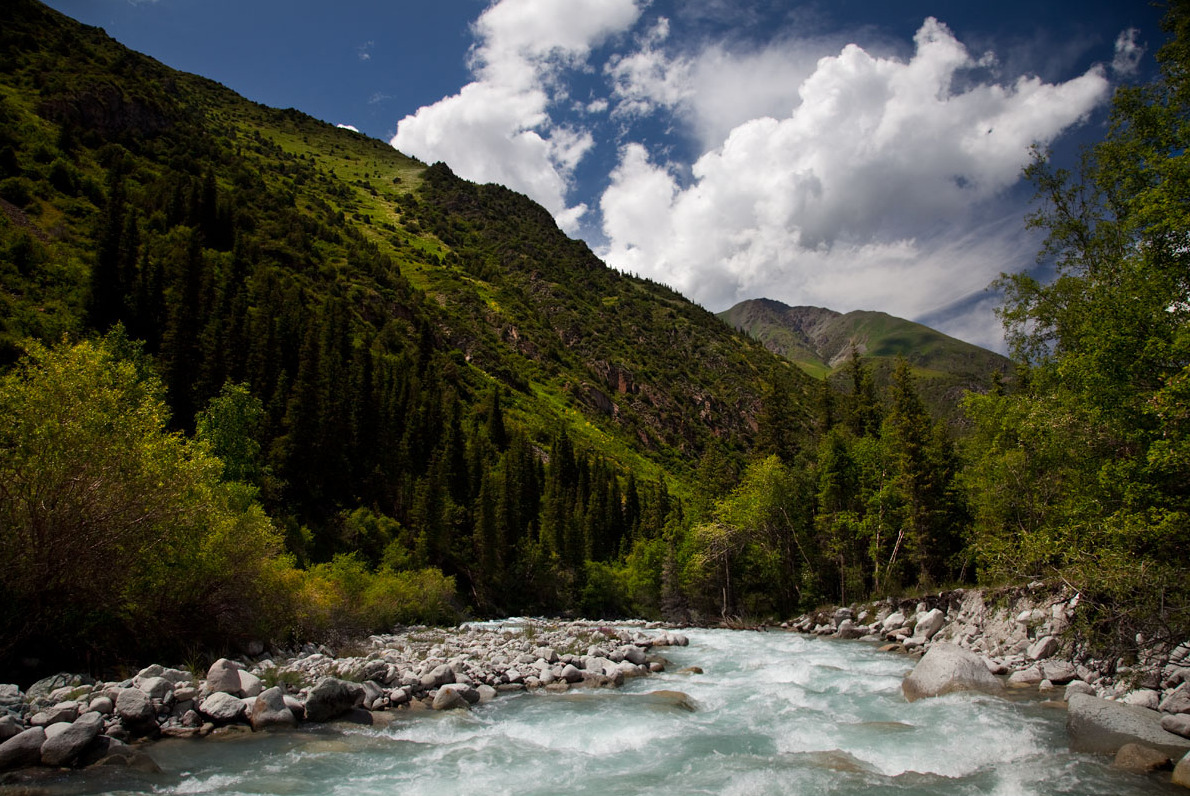
Río Ala-Archa en el parque nacional Ala Archa

Además, muchas localidades dependen de fuentes superficiales, lo que hace que los usuarios sean vulnerables a la escorrentía agrícola y los residuos ganaderos, que se filtran gradualmente hacia abajo desde la superficie. Las zonas de menor calidad del agua son las regiones muy pobladas del valle de Chui y las regiones de Osh y Jalal-Abad, y las zonas a lo largo de los ríos que desembocan en Ysyk-Köl.
En las ciudades, la recogida de aguas residuales proporciona alrededor del 70 % del suministro de agua. Aunque las ciudades disponen de equipos de tratamiento biológico, hasta el 50 % de estos equipos se consideran ineficaces. Las principales fuentes de residuos tóxicos en el suministro de agua son la mina de mercurio de Haidarkan, la mina de antimonio de Kadamzai, la mina de uranio de Kadzyi Sai, que cesó su extracción en 1967 pero que sigue filtrando materiales tóxicos en la cercana Ysyk Köl, la planta de recuperación de uranio de Kara-Balta, el depósito de residuos mineros de Min Kush y la planta minera y metalúrgica de Orlovka.

### Política medioambiental

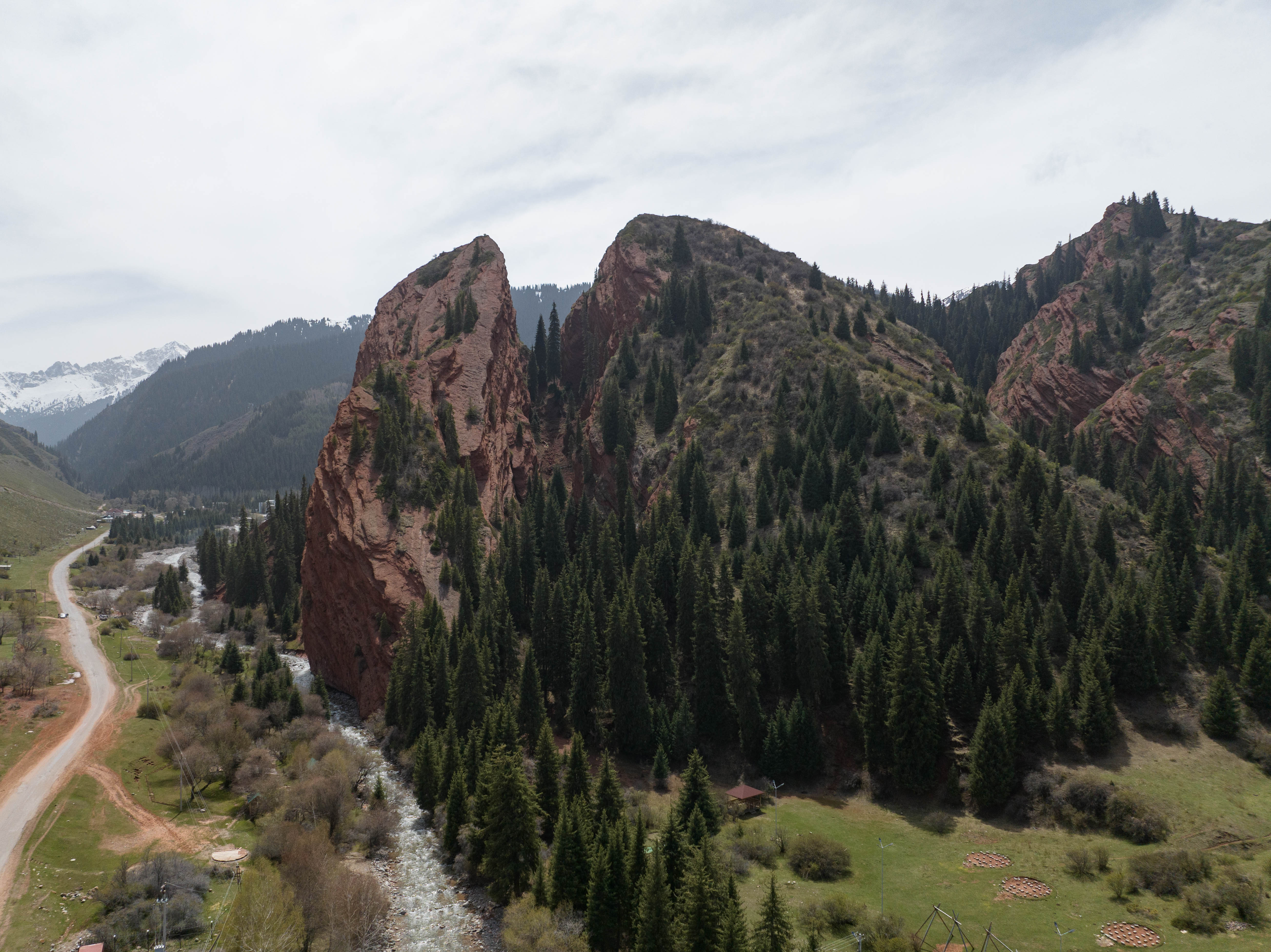
La Formación rocosa de Jeti-Ögüz es un área protegida en Kirguistán

El PNAE, aprobado en 1994, es el plan básico de protección del medio ambiente. El plan se centra en resolver un pequeño número de problemas críticos, recopilar información fiable para ayudar en ese proceso e integrar las medidas medioambientales con la estrategia de desarrollo económico y social.
El periodo inicial de planificación finalizará en 1997. Los principales objetivos de esa fase son la gestión ineficaz de los recursos hídricos, la degradación del suelo, la sobreexplotación de las reservas forestales, la pérdida de biodiversidad y la contaminación provocada por prácticas ineficaces de minería y refinado.
Debido a las graves restricciones presupuestarias, la mayor parte de los fondos para las operaciones del PNAA proceden de fuentes internacionales, incluidas instituciones oficiales como el Banco Mundial y el Banco Asiático de Desarrollo y numerosas organizaciones no gubernamentales internacionales. La aplicación está dirigida por un comité de ministros de estado y por un grupo de trabajo de expertos del PNAA, ambos creados en 1994 por orden ejecutiva. Se creó una oficina del PNAA en Biskek con fondos procedentes de Suiza.

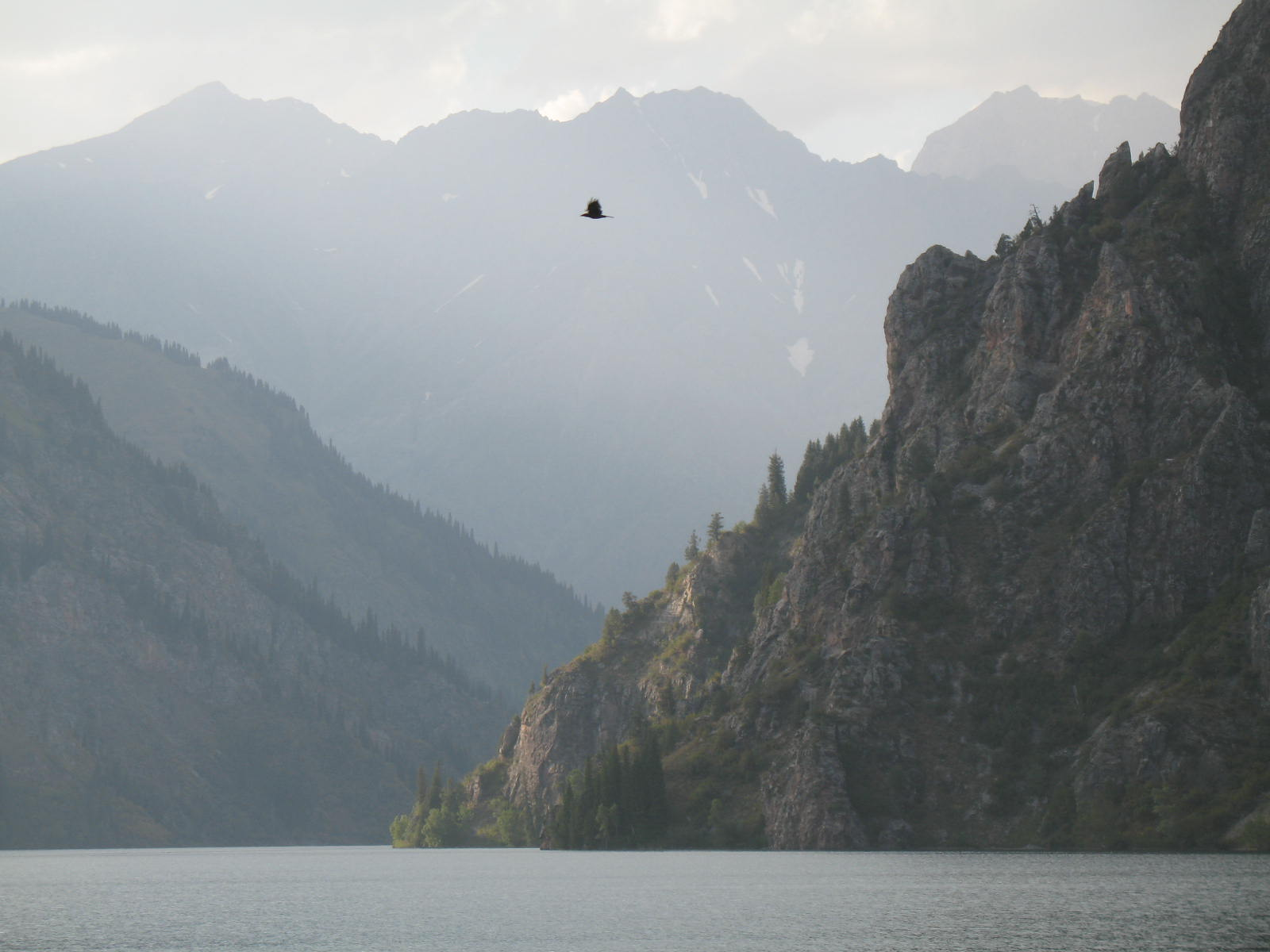
La Reserva natural de Sary Chelek

El principal organismo de protección del medio ambiente del gobierno de Kirguistán es el Comité Estatal de Protección del Medio Ambiente, todavía conocido por su acrónimo de la época soviética, Goskompriroda. Creado por el antiguo régimen en 1988, las responsabilidades postsoviéticas del organismo se han descrito en una serie de decretos a partir de 1991. En 1994, el comité estatal tenía una oficina central en Biskek, una sucursal en cada una de las siete regiones y una plantilla total de unas 150 personas.
Debido a la escasa definición de las líneas de responsabilidad, a menudo se producen conflictos administrativos entre las autoridades locales y nacionales de Goskompriroda y entre Goskompriroda y un segundo organismo nacional, la Administración Hidrometeorológica (Gidromet), que es el principal organismo de control de la calidad del aire, el agua y el suelo. En general, la estructura jerárquica vertical, una reliquia de la época soviética, ha dado lugar a una escasa coordinación y a la duplicación de esfuerzos entre los organismos de protección del medio ambiente.

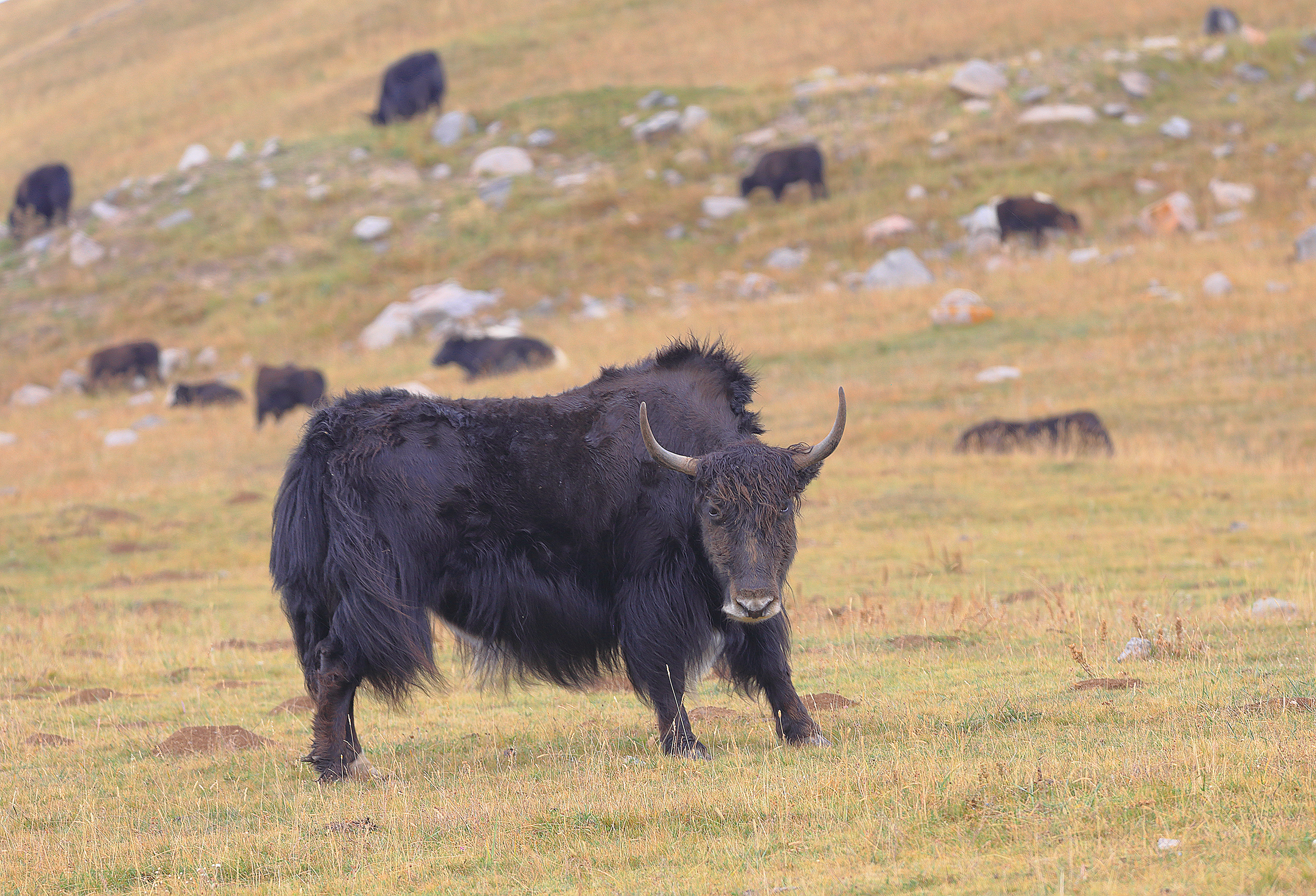
Yaks (Bos mutus) de Kirguistán

### Flora y fauna
A pesar de su escasa cubierta forestal, Kirguistán alberga los mayores bosques de nogales del mundo. Los bosques albergan corzos siberianos, osos pardos, martas, jabalíes, lobos y linces. En las tierras altas hay especies muy raras como el manul, el leopardo de las nieves, el íbice siberiano y el argalí de Tianshan. La población de leopardo de las nieves se ha desplomado en los últimos tiempos debido a la caza furtiva masiva.
En parte gracias a la unidad BARS de lucha contra la caza furtiva creada por NABU Kirguistán, el Ministerio del Interior y el Ministerio de Medio Ambiente, la caza y el comercio de especies protegidas disminuyeron. Tres especies de marmotas están muy extendidas en las praderas altas. Desde el colapso del pastoreo masivo soviético tras la independencia, las poblaciones de lobos están aumentando de nuevo.
La avifauna tiene en cuenta la situación montañosa del país. En el país viven rapaces como el milano negro, el buitre leonado, el buitre de las nieves y varias especies de águilas y halcones. Desde mediados de la década de 1980, el mynah pastor emigra cada vez más a Kirguistán desde el sur. 

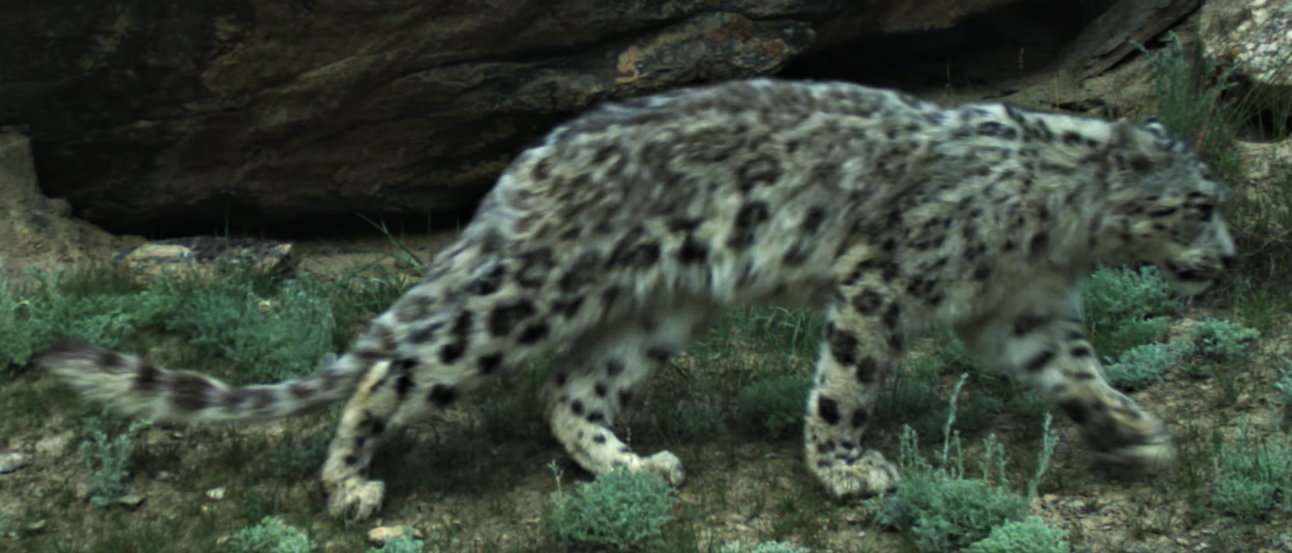
Leopardo de Nieve (Panthera uncia) en Kirguistán

La migración de las aves se produce tanto horizontalmente (de norte a sur) como verticalmente (hacia abajo y hacia arriba desde las zonas montañosas más altas). El abejaruco (Merops apiaster) se encuentra en todo el país en los meses de verano.
Una zona protegida donde se protege la fauna de alta montaña del país es la Reserva Natural de Sarychat Ertash, situada al sur de Issyk-Kul.

## Economía
| Exportaciones a | Exportaciones a | Importaciones de | Importaciones de |
| País            | Porcentaje      | País             | Porcentaje       |
| --------------- | --------------- | ---------------- | ---------------- |
| Alemania        | 28,7 %          | Rusia            | 23,9 %           |
| Uzbekistán      | 17,7 %          | Uzbekistán       | 13,5 %           |
| Rusia           | 12,9 %          | Kazajistán       | 10,3 %           |
| China           | 8,7 %           | Estados Unidos   | 9,7 %            |
| Kazajistán      | 6,6 %           | Turquía          | 4,8 %            |
| Otros           | 25,4 %          | Otros            | 37,8 %           |

Desarrollo del PIB per cápita de los países de Asia Central.

La economía de Kirguistán ha sido predominantemente agrícola y ganadera, hasta que las medidas industrializadoras de los sucesivos gobiernos soviéticos provocaron una creciente industrialización en casi todos los antiguos territorios de la Unión Soviética.
A pesar de todo, la agricultura y la ganadería constituyen más de la mitad del empleo de la población activa, y alrededor de un 40 % del producto interior bruto. En todo el país, especialmente en las zonas accidentadas, se da especialmente la ganadería (ovejas, caballos y reses).
En las zonas más bajas y llanas, existe un fuerte sector agrícola del algodón, y frutas, resultado de una irrigación extensiva. También se cultivan tabaco, seda y flor de opio.
Actualmente, más del 20 % del PIB del Kirguistán proviene del sector industrial, especialmente relacionado con el gran potencial minero de sus tierras. La extracción minera de oro, carbón, antimonio y uranio, entre otros, ha supuesto un importante acicate para la rápida industrialización.
Existen además, depósitos de petróleo y gas natural, descubiertos recientemente en el valle de Ferganá, pero no consiguen satisfacer la demanda interna.
La industria transformadora del cuero, lana y carne es relativamente importante.
Los ríos Narýn y Chu son utilizados para la producción de energía hidroeléctrica, pero en el Kirguistán existe un gran potencial en este tipo de energía aún por desarrollar.

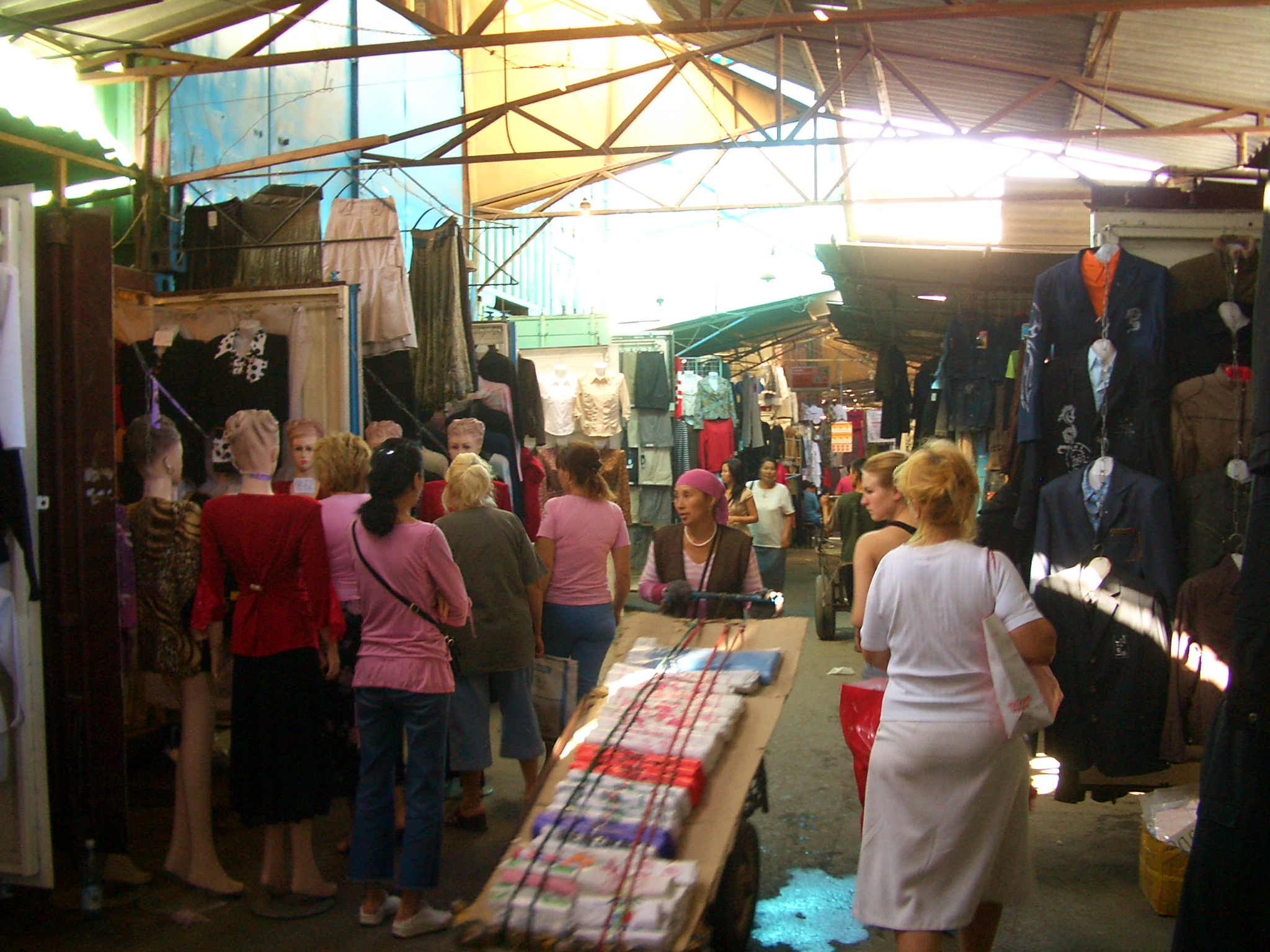
Bazar Dordoy en Biskek, la capital.

A pesar de los grandes créditos otorgados por los países occidentales y el Fondo Monetario Internacional (FMI), créditos condicionados a la liberalización de la economía y a la apertura internacional, la República Kirguisa ha tenido dificultades económicas tras la independencia.
Inicialmente, estos problemas fueron resultado de la quiebra de los intercambios económicos con el bloque soviético, que resultó en una pérdida de mercados, e impidió la transición a una economía de libre mercado. El Gobierno ha reducido los gastos, acabando con la mayor parte de los precios subsidiados, e introduciendo un impuesto de valor añadido. Con esto, el Gobierno se muestra confiado en la transición a una economía de libre mercado. Con la estabilización y reforma económica, el Gobierno busca establecer un patrón de crecimiento constante a largo plazo. Estas reformas permitieron a Kirguistán acceder a la Organización Mundial de Comercio el 20 de diciembre de 1998.
Según el Índice mundial de innovación, a cargo de la Organización Mundial de la Propiedad Intelectual, en 2024, Kirguistán se ubicó en lugar 99 en innovación entre 133 países del mundo; mientras que en 2023 ocupó el lugar 106 y el lugar 94 en 2022.

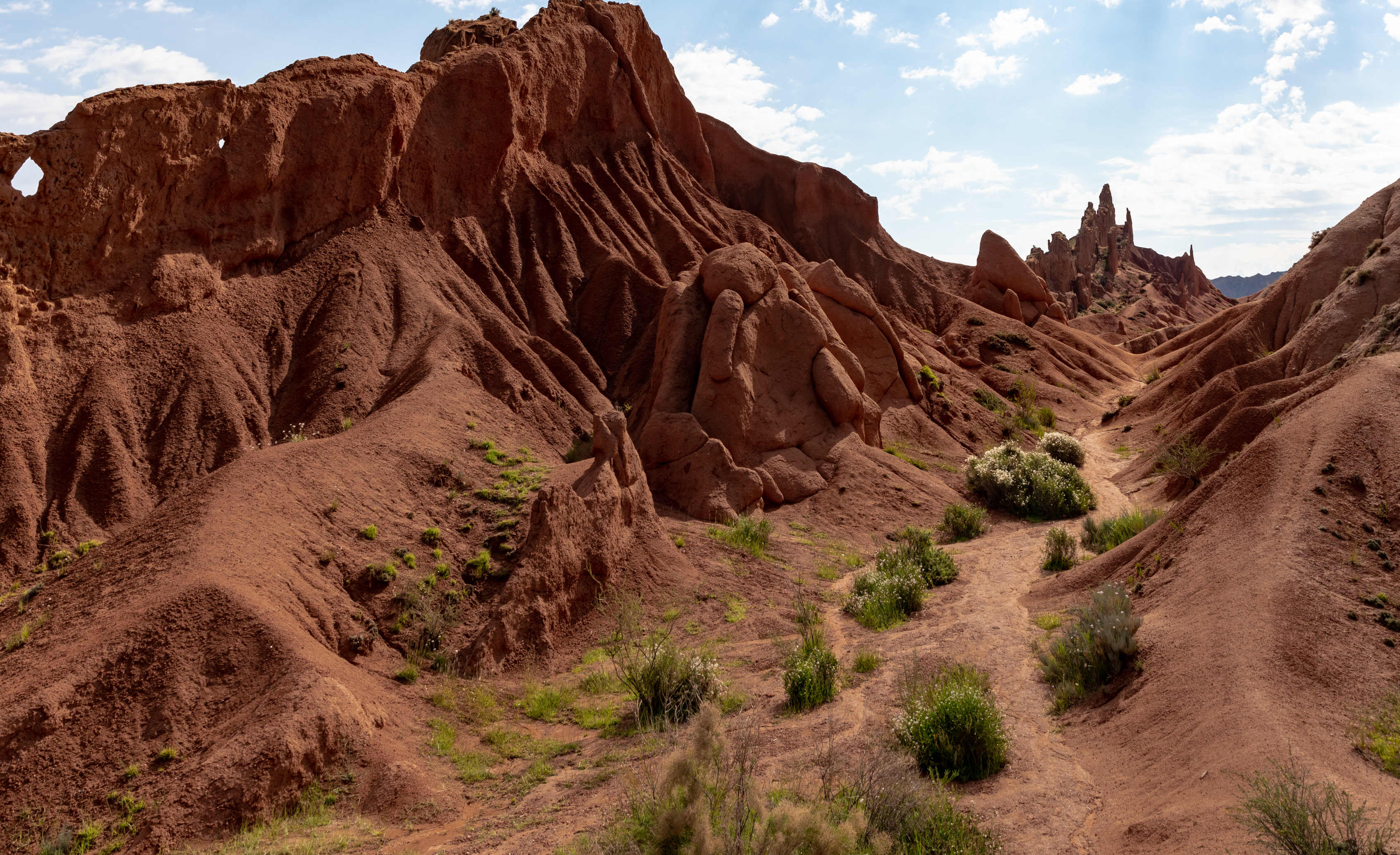
Cañón de Skazka

### Turismo
Aunque las montañas y los lagos de Kirguistán son un destino turístico atractivo, la industria turística ha crecido muy lentamente porque ha recibido poca inversión. A principios de la década de 2000, una media de unos 450.000 turistas visitaban el país anualmente, principalmente procedentes de países de la antigua Unión Soviética. En 2018, la Sociedad Británica de Mochileros clasificó a Kirguistán como el quinto mejor destino de viajes de aventura del planeta, afirmando que el país era un secreto de los viajes de aventura que «seguramente saldrá pronto a la luz».
El lago Issyk-Kul y las montañas Tian Shan son destinos turísticos relativamente populares.

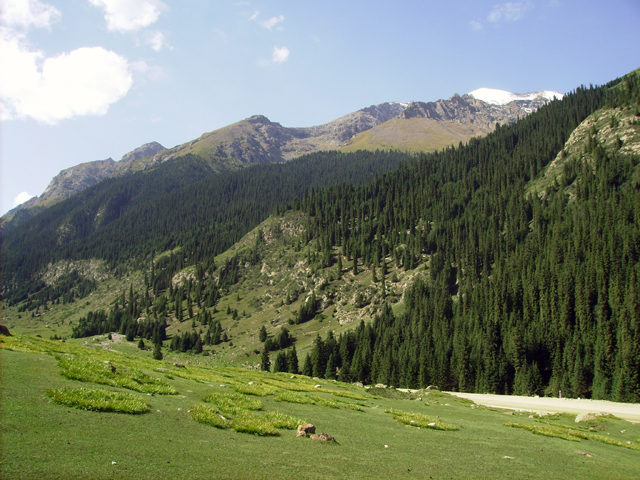
Paisaje montañoso de Kirguistán

La cultura kirguís se basa en tradiciones nómadas que se remontan a la época de las hordas mongolas. Aunque los kirguisos modernos viven principalmente en casas o edificios de apartamentos, en verano aún es posible observar a los nativos viviendo en una yurta con sus rebaños de ovejas, cabras, caballos y, ocasionalmente, incluso yaks. Hay varios campamentos de yurtas que atienden a turistas en todos los oblast; algunos de los más notables (y remotos) están en Tash Rabat, la «Casa de las Piedras», en el oblast de Naryn, pasada la ciudad de Naryn, y en el valle de Jeti-Ögüz («Siete Toros»), en el distrito de Jeti-Oguz, cerca de la ciudad de Karakol, en el lago Issyk-Kul.
Las mujeres kirguisas producen una gran variedad de artesanías creadas con fieltro, como zapatillas, bolsos, paneles decorativos, sombreros tradicionales conocidos como «kalpaks» y alfombras de colores llamadas «shyrdaks». Estas alfombras se fabrican en una gran variedad de tamaños, desde el tamaño de un pie hasta varios metros de longitud. Los shyrdaks presentan una gran variedad de diseños tradicionales; los kirguisos prefieren los de colores vivos, a menudo combinando el rojo y el verde brillantes. En Biskek se pueden encontrar shyrdaks de colores más sutiles, hechos para clientes extranjeros, a menudo por un precio ligeramente superior al de las alfombras más «tradicionales». La provincia de Naryn está considerada como la cuna de los mejores fabricantes de shyrdak del país; allí hay varias cooperativas donde es posible encargar un trabajo especialmente.

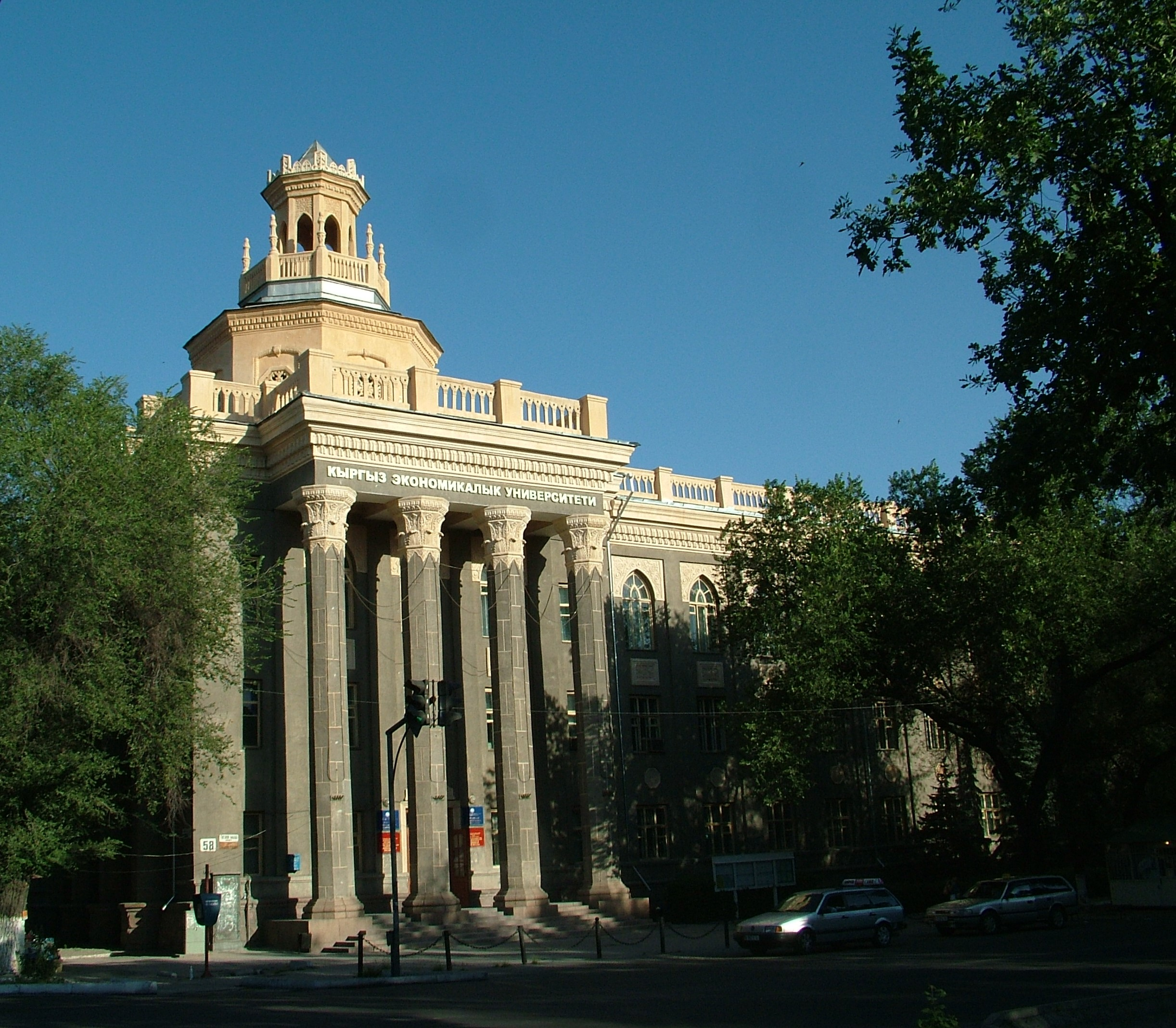
El edificio de la Universidad de Economía de Kirguistán

Actualmente hay varios esfuerzos por promover el turismo «ecológico» en Kirguistán. Helvetas, una organización suiza de desarrollo cultural, patrocinó varios proyectos de este tipo, como «La vida de Shepard» y «Turismo basado en la comunidad». Las numerosas empresas turísticas de Kirguistán entienden que todo lo «ecológico» suena muy atractivo para los numerosos mochileros que acuden a su país, por lo que tienden a utilizarlo para describir su organización, aunque no hagan nada por promover el campismo de «bajo impacto» o «sin dejar rastro». Sin embargo, la propia naturaleza del tipo de turistas que se sienten atraídos por Kirguistán dicta que la mayoría de las atracciones turísticas que se ofrecen están orientadas a disfrutar de la belleza que ofrece el entorno local.
En 2010, Kirguistán se unió a la Iniciativa de la Región (TRI, por sus siglas en inglés), un paraguas trirregional de organizaciones relacionadas con el turismo. TRI funciona como vínculo entre tres regiones: ---- Asia Meridional, Asia Central y Europa Oriental, a las que también se han unido Armenia, Bangladés, India, Georgia, Kazajistán, India, Pakistán, Nepal, Tayikistán, Rusia, Sri Lanka, Turquía, Ucrania y Uzbekistán.

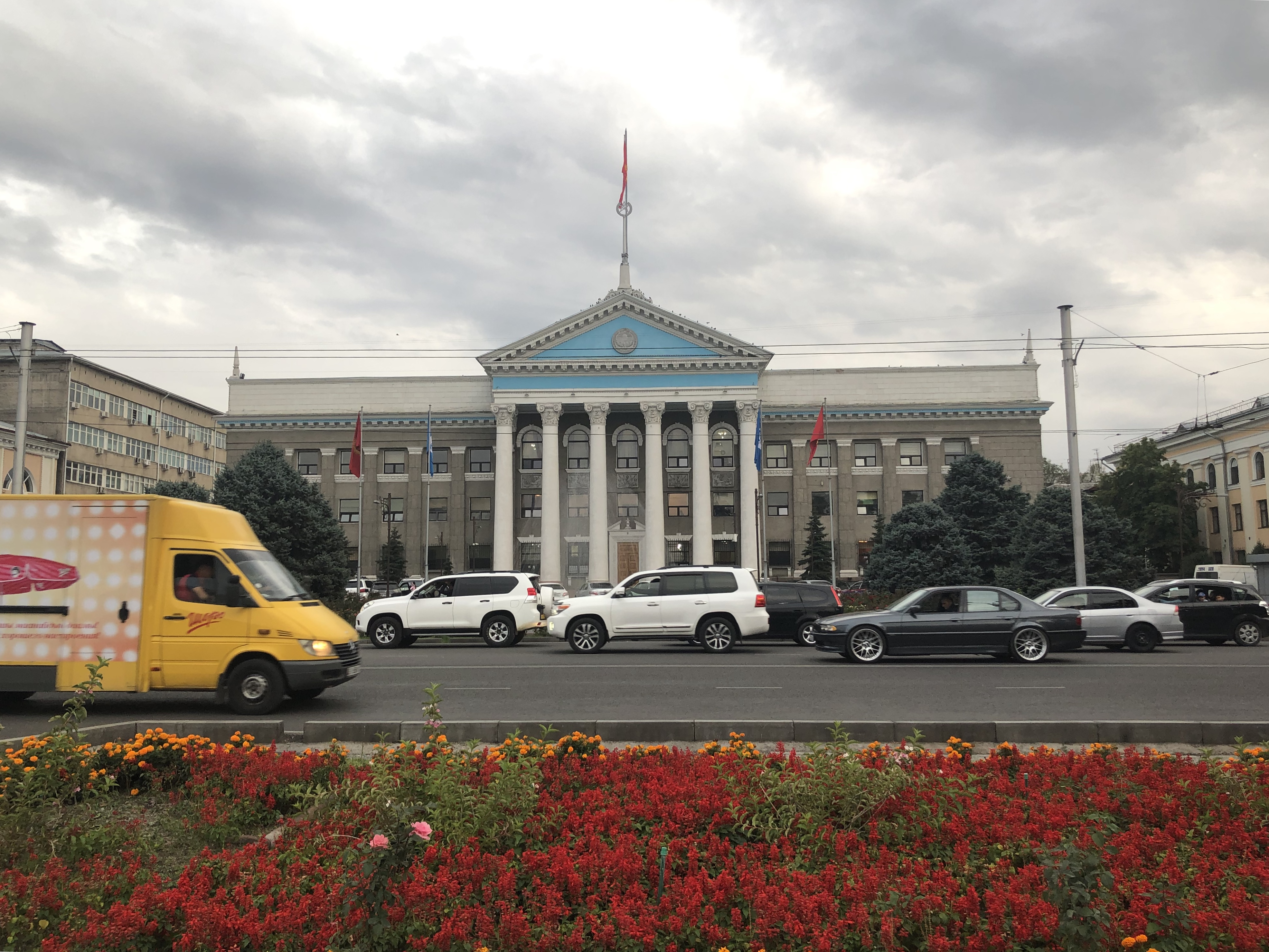
El edificio del Ayuntamiento o Alcaldía de Biskek

La revista de divulgación científica National Geographic nombró ocho lugares salvajes de Kirguistán cuya visita se recomienda a los turistas. «En las ciudades de Kirguistán hay muchos edificios de estilo soviético, amplios mercados y coloridas mezquitas. Sin embargo, fuera de Bishkek y Osh verá un milagro: lagos de alta montaña, picos nevados y bosques de nogales», escribe la publicación. National Geographic ha incluido varios lugares en su selección.
- Parque Nacional de Ala Archa - Se encuentra a 40 kilómetros de Biskek. Es uno de los espacios naturales más famosos del país. Del idioma kirguís, «ala-archa» se traduce como «enebro abigarrado» - esta planta es utilizada por la población local para proteger las viviendas de los malos espíritus.
- Köl-Suu - En las tierras altas cercanas a la frontera con China hay un lago. Para llegar a él, se necesitan cuatro horas en coche desde Naryn, y luego ir a pie o a caballo
- Pico Lenin - Situado en la frontera con Tayikistán. Este siete mil es uno de los picos más famosos de Kirguistán. Escaladores experimentados intentan conquistarlo cada año.
- Arslanbob - Uno de los mayores bosques de nogales del mundo. Interesó por primera vez a los colonos en el siglo III a. C., y hoy atrae a turistas de diferentes países.
- Ala-Kul - Situado en la cordillera nevada de Teskey Ala-Too a una altitud de 3532 metros. Sólo se puede llegar a pie: se tarda más de un día.
- Tash Rabat - En su día, este edificio histórico sirvió de aparcamiento principal para los mercaderes y caravanas que seguían la Gran Ruta de la Seda. Se construyó un caravasar en un valle entre las montañas de At-Bashi. Hoy, los turistas pueden llegar hasta aquí por un módico precio. Cerca hay rutas de senderismo que conducen al lago y a la Reserva Natural de Chatyr-Kul.
- Cañón de Skazka - También conocido como Cañón de los Cuentos de Hadas, esta zona se encuentra en la orilla sur del lago Issyk-Kul. El cañón se formó como resultado de miles de años de erosión por el hielo, el agua y el viento.
- Bokonbaevo - Un pequeño pueblo en la costa de Issyk-Kul atrae a los turistas con tradiciones conservadas. Aquí se practican juegos de caza con aves cazadoras o se ofrecen paseos a caballo.

## Demografía

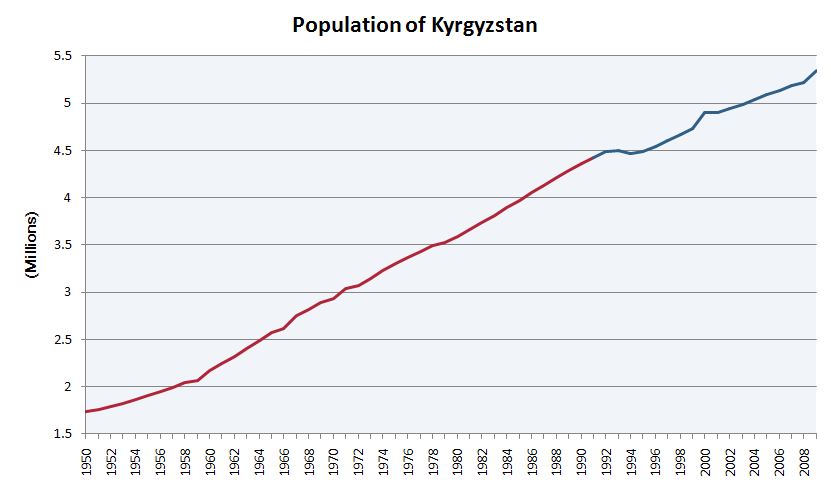
Evolución demográfica.

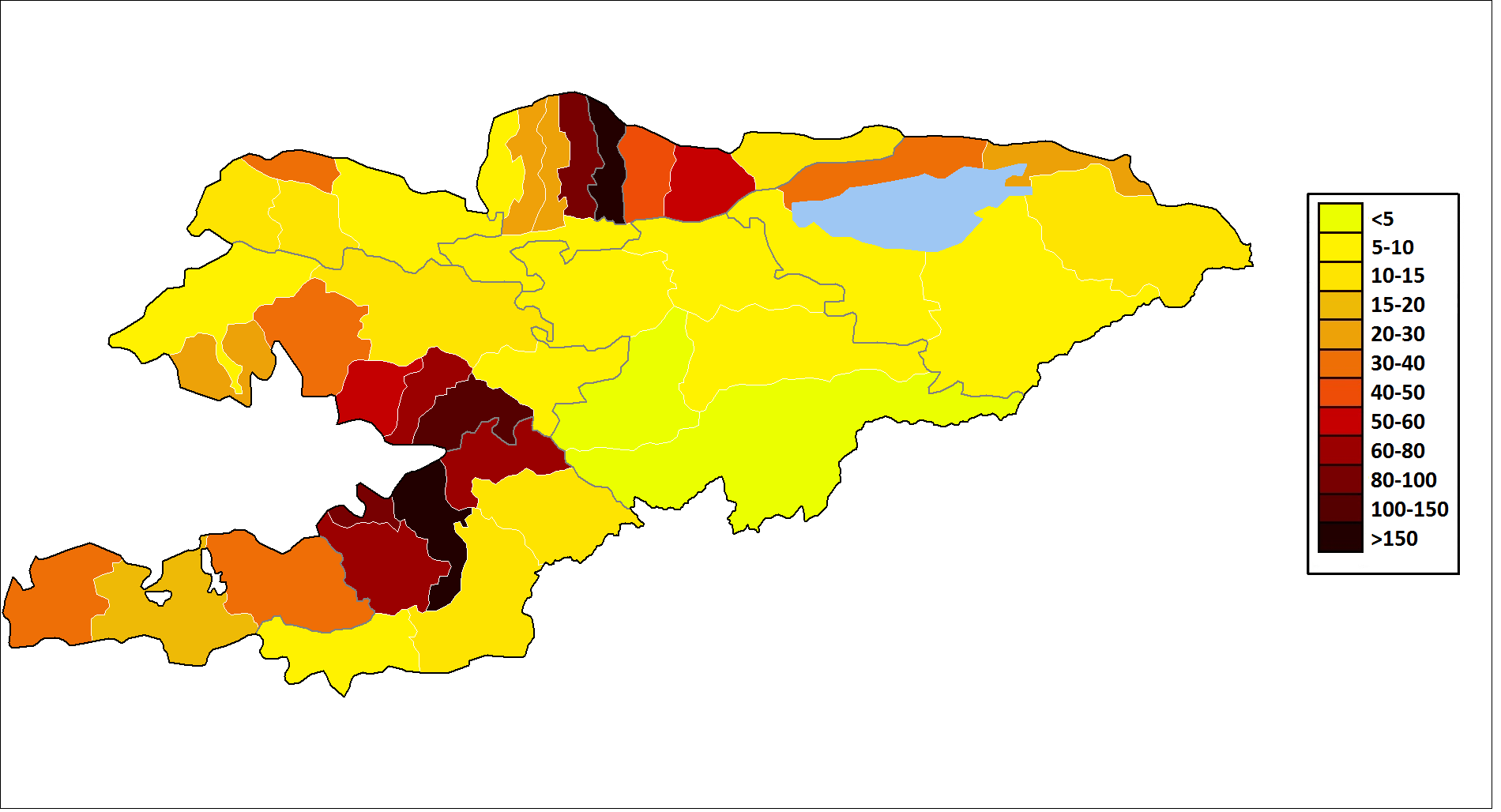
Densidad de población de Kirguistán, 2015

La población de Kirguistán se estimaba en 5,2 millones en 2007. De ellos, el 34,4 % son menores de 15 años y el 6,2 % son mayores de 65 años. El país es principalmente rural, ya que solo alrededor de un tercio de la población vive en zonas urbanas. La densidad media de población es de 25 habitantes por km². El grupo étnico más grande del país son kirguises, un pueblo túrquico que representa el 69 % de la población (estimación de 2007). Otros grupos étnicos incluyen a los rusos (9,0 %), que se concentran en el norte, y uzbekos (14,5 %), que viven en el sur. Entre las minorías pequeñas, pero notables, están los dunganos (1,9 %), los uigures (1,1 %), tayikos (1,1 %), kazajos (0,7 %) y los ucranianos (0,5 %) y otras minorías étnicas más pequeñas (1,7 %). Kirguistán cuenta con más de 80 grupos étnicos distintos en el país.
Los kirguises han sido históricamente pastores seminómadas que viven en tiendas de campaña redondas llamadas yurtas, dedicados al cuidando de ovejas, caballos y yaks. Esta tradición nómada sigue funcionando estacionalmente (véase la trashumancia), como familias de pastores que regresan a la pradera de alta montaña (o jailoo) en el verano. Los uzbekos y tayikos, sedentarios tradicionalmente, han cultivado las tierras de regadío de más baja altitud en el valle de Ferganá.
Kirguistán ha experimentado un pronunciado cambio en su composición étnica desde la independencia del país. El porcentaje de etnia kirguís aumentó alrededor del 50 % en 1979 a casi el 70 % en 2007, mientras que el porcentaje de los grupos étnicos europeos (rusos, ucranianos y alemanes), así como los tártaros se redujo del 35 % a 10 %. El porcentaje de rusos étnicos se redujo de 29,2 % en 1970 a 21,5 % en 1989. Desde 1991, un gran número de alemanes —que en 1989 eran 101 000 personas— ha regresado a Alemania. Entre 1991 y 2002, más de 600 000 personas emigraron de Kirguistán y la población de las minorías étnicas disminuyó del 47 al 33 %.
| Grupo étnico | Censo de 1926 | Censo de 1926 | Censo de 1959 | Censo de 1959 | Censo de 1989 | Censo de 1989 | Censo de 1999 | Censo de 1999 | Censo de 2018 | Censo de 2018 |
| Grupo étnico | Número        | %             | Número        | %             | Número        | %             | Número        | %             | Número        | %             |
| ------------ | ------------- | ------------- | ------------- | ------------- | ------------- | ------------- | ------------- | ------------- | ------------- | ------------- |
| Kirguises    | 661,171       | 66.6          | 836 831       | 40.5          | 2 229 663     | 52.4          | 3 128 147     | 64.9          | 4 587 430     | 73.3          |
| Uzbekos      | 110 463       | 11.1          | 218 640       | 10.6          | 550 096       | 12.9          | 664 950       | 13.8          | 918 262       | 14.6          |
| Rusos        | 116 436       | 11.7          | 623 562       | 30.2          | 916 558       | 21.5          | 603 201       | 12.5          | 352 960       | 5.6           |
| Ucranianos   | 64 128        | 6.5           | 137 031       | 6.6           | 108 027       | 2.5           | 50 442        | 1.0           | 11 252        | 0.1           |

### Idiomas

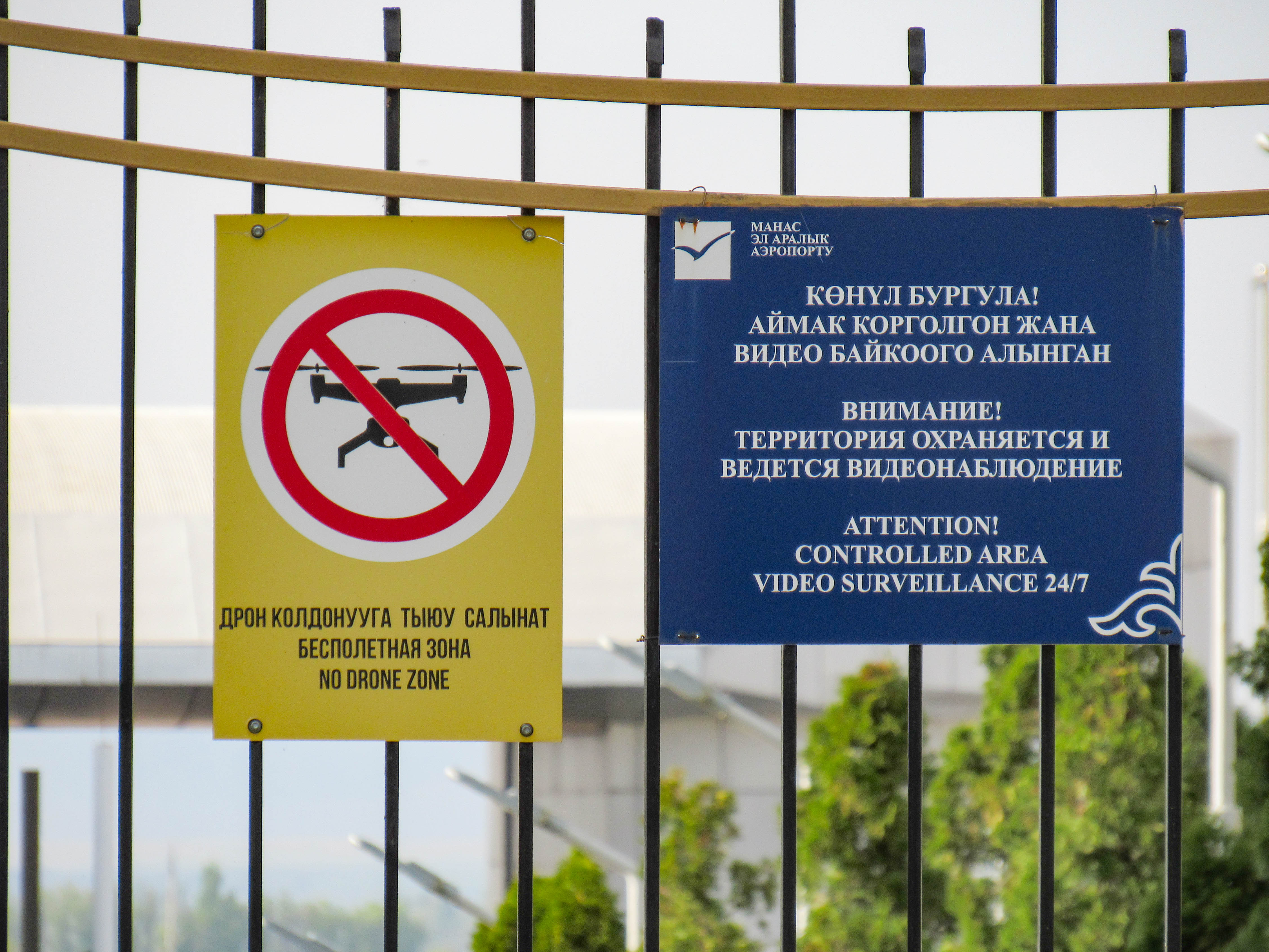
Cartel escrito en Kirguís, Ruso e Inglés (y en 2 alfabetos: Cirílico y latino) en el Aeropuerto de Manas, Kirguistán

Kirguistán es una de las dos antiguas repúblicas soviéticas en Asia Central, junto a Kazajistán, que tiene el ruso como idioma oficial. El kirguís fue adoptado como lengua oficial en 1991. Después de la presión de la minoría rusa en el país, Kirguistán adoptó el ruso como idioma cooficial en 1997 y se convirtió en un país oficialmente bilingüe.
El kirguiso es una lengua túrquica de la rama de kipchak, estrechamente relacionada con el kazajo, el karakalpako y el nogayo. Hasta el siglo XX se escribió en alfabeto árabe. La escritura latina fue introducida y adoptada en 1928, y posteriormente fue reemplazada por el alfabeto cirílico por orden de Stalin en 1941.
Según el censo de 2009, 4,1 millones de personas hablaban kirguiso como lengua materna o como segunda lengua mientras que 2,5 millones hacían lo propio con el ruso. El uzbeko es la segunda lengua nativa más hablada, seguida del ruso. El ruso es el segundo idioma más hablado, seguido por el kirguiso y el uzbeko.

Universidad Internacional de Kirguistán

Muchos negocios y asuntos políticos se llevan a cabo en ruso. Hasta hace poco, el kirguiso seguía siendo un idioma que se hablaba en el hogar y rara vez se utilizaba durante reuniones u otros eventos. Sin embargo, la mayoría de las reuniones parlamentarias de hoy se llevan a cabo en kirguís, con interpretación simultánea disponible para aquellos que no hablan kirguiso.

### Educación
El sistema educativo en Kirguistán incluye la educación primaria (grados 1-4) y secundaria (grados 5 a 11, o, a veces 12) dentro de una escuela. Los niños suelen ser aceptados en las escuelas primarias a la edad de siete años. Se requiere que todos los niños terminen nueve grados en la escuela y recibe un certificado de finalización.
Los grados 10-11 son opcionales, pero se necesitan para completar la graduación y recibir un diploma escolar acreditada por el Estado. Para graduarse, el estudiante debe completar el curso de 11 años y aprobar cuatro exámenes estatales obligatorios en escritura, matemáticas, historia y una lengua extranjera.

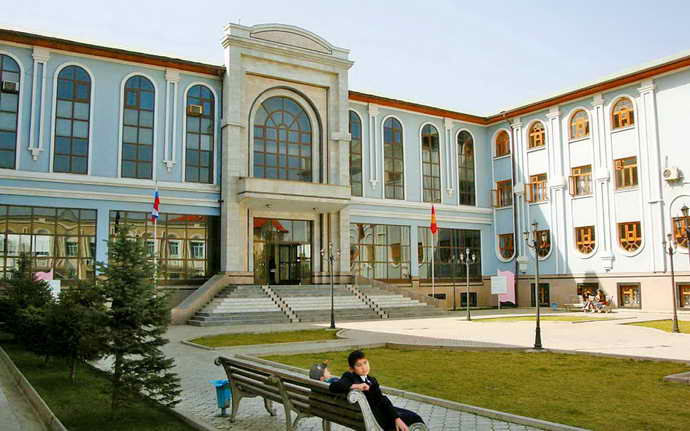
La Universidad Alim Batyrov

Hay 77 escuelas públicas en la capital, Biskek, y más de 200 en el resto del país. Hay 55 instituciones y universidades de educación superior en Kirguistán, de los cuales 37 son instituciones del Estado.

### Religión
Durante la época soviética fue promovido el ateísmo de Estado. Hoy, sin embargo, Kirguistán es un estado secular aunque el islam ha ejercido una influencia cada vez mayor en política. Por ejemplo, ha habido varias tentativas de descriminalizar la poligamia, y también para que los funcionarios viajen al Hajj (el peregrinaje a La Meca) bajo arreglo exento de impuestos.

Kirguistán es mayoritariamente una nación musulmana suní, y se adhiere a la escuela de pensamiento de Hanafí. La gran mayoría de la población profesa la fe musulmana, mientras que la mayoría de los cristianos son ortodoxos y existen algunos protestantes. Hay una comunidad de la Iglesia Católica en el país. Existe un pequeño número de judíos y alrededor de un 11 % de la población carece de filiación. Actualmente existen más de 5000 miembros de Testigos de Jehová en el país.

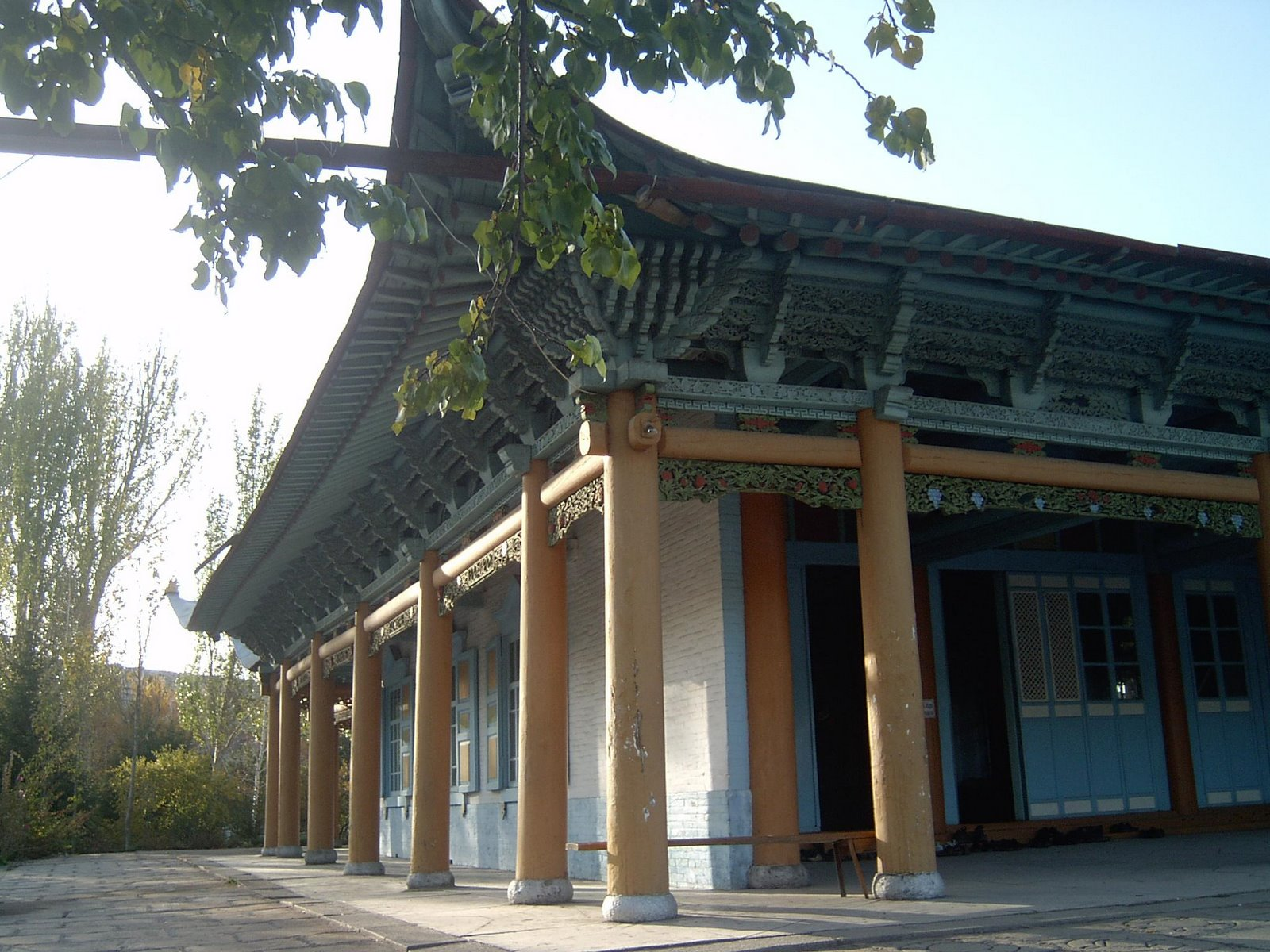
Mezquita en Karakol.

Las primeras religiones conocidas en la zona del actual Kirguistán fueron el zoroastrismo y el chamanismo, que aún hoy influyen parcialmente en las tradiciones religiosas de Kirguistán. En los siglos VII y VIII, el budismo también se extendió entre la población de los valles de los ríos Chüi y Talas, especialmente en el norte del actual Kirguistán. Algunos vestigios aislados de la cultura budista en Kirguizistán, como el lugar de peregrinación de Tamga Tash, siguen dando testimonio de esta época relativamente breve de la historia religiosa kirguís, a la que puso fin en gran medida la islamización.
Desde la islamización, a partir del siglo X, Kirguistán ha sido predominantemente musulmán. La difusión del islam en Kirguistán se vio gravemente restringida durante la era soviética por el ateísmo promovido por el Estado y el estricto control estatal de la educación religiosa y la cultura.
Estas restricciones garantizaron una mayor diferenciación del islam en Kirguistán en comparación con la práctica de la religión en otros estados no soviéticos de mayoría suní. Esto condujo a la formación de un islam popular que combinaba tradiciones religiosas del periodo preislámico con el islam, dando lugar a un islam folclórico y menos institucionalizado. 

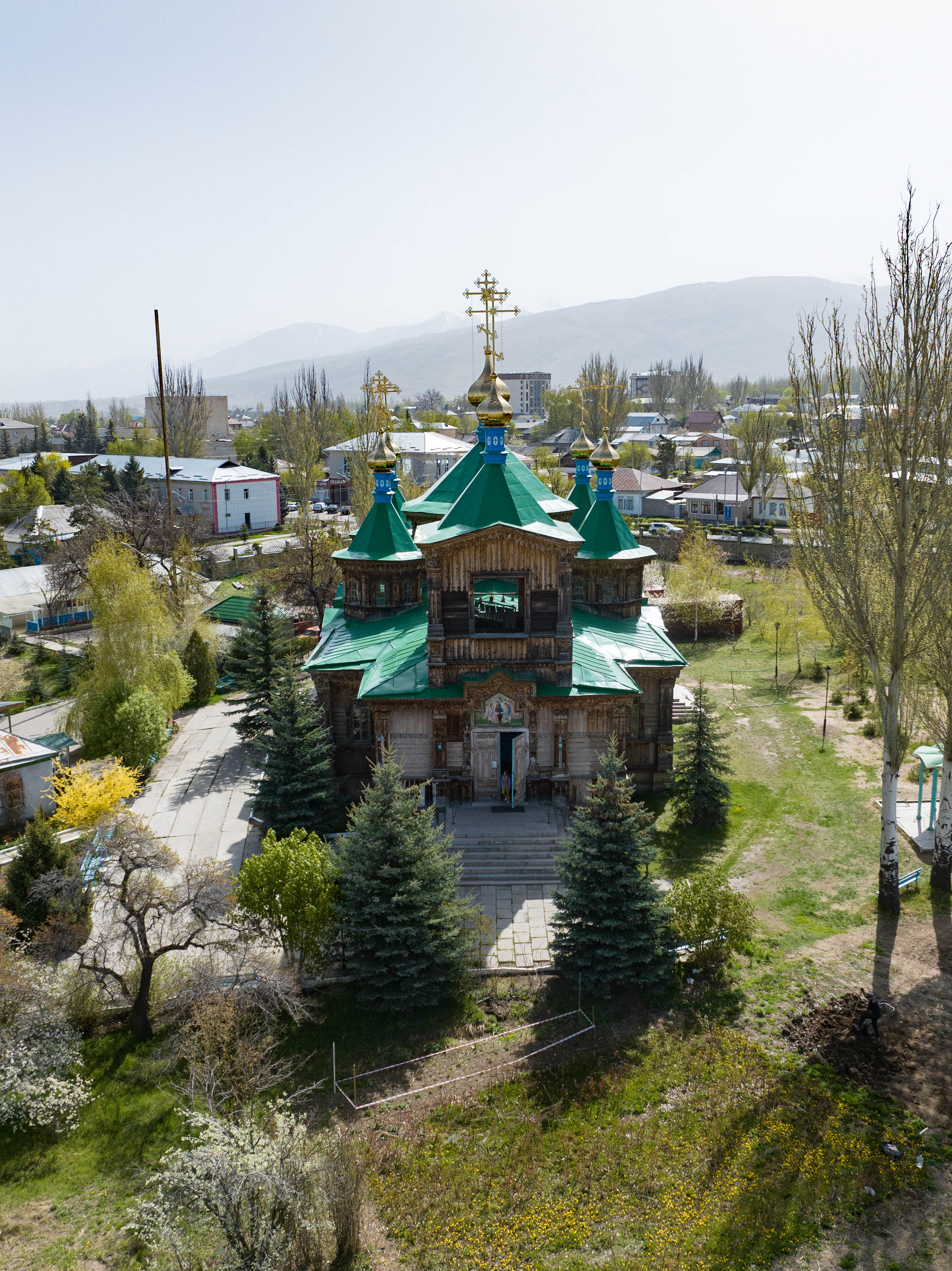
Iglesia Ortodoxa Rusa de la Santísima Trinidad

La prudente liberalización de la política religiosa en la Unión Soviética en la década de 1980 condujo a una reislamización, que se aceleró tras la desintegración de la Unión Soviética y la independencia de Kirguistán. Este desarrollo también se vio impulsado por las influencias de países extranjeros islámicos, con inversiones de Arabia Saudí y Turquía en particular, que fueron formativas para la construcción de mezquitas e instituciones educativas islámicas. La Constitución de la República Kirguisa de 1993 definió a Kirguistán como un Estado laico.
En general, la política kirguisa tras la independencia pretendía establecer un islam moderado, también para evitar la expansión del wahabismo y el islamismo fundamentalista. El centro del islam conservador en Kirguistán se encuentra en el valle de Ferghana, alrededor de Osh, donde también actúan organizaciones islamistas como Hizb ut-Tahrir. Diversas fuentes sitúan la proporción de población musulmana en Kirguistán entre el 75 y el 80 %, que a su vez se divide en una gran mayoría de musulmanes suníes de la escuela de derecho hanafí y unos pocos miles de musulmanes chiíes. Las minorías uigur, dungan y uzbeka que viven en el país también son generalmente musulmanas.
Dentro de la población musulmana de Kirguistán existen diferencias significativas en la práctica del Islam, considerándose el sur del país más conservador y más religioso en general. En el norte del país, el Islam apenas está representado en público como consecuencia de la política religiosa soviética, pero está más arraigado en la vida privada. Además, en el norte del país hay una minoría rusa más numerosa, que en su mayoría pertenece al cristianismo. Esta diversidad es un síntoma de la división de Kirguistán en el sur, agrícola, más conservador y más religioso, y el norte, dominado por los rusos, económicamente más fuerte y menos religioso.
El segundo grupo religioso más fuerte es el cristianismo; con una cuota del 20 % de la población, los miembros de la Iglesia Ortodoxa Rusa forman la mayor comunidad religiosa cristiana. Otras comunidades religiosas cristianas, como los Testigos de Jehová, los nestorianos y el mormonismo, también han logrado cierta difusión en Kirguistán en los últimos años. Los miembros de la minoría alemana son en parte católicos y en parte luteranos. Minorías mucho más pequeñas están formadas por judíos bukharianos y budistas.

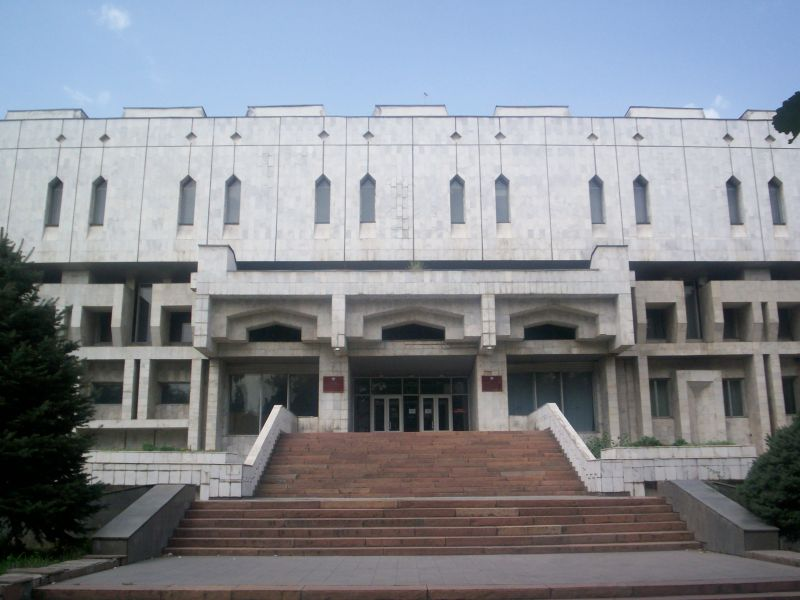
Biblioteca Nacional de Kirguistán

## Cultura

### Literatura
Manás es un poema tradicional épico del pueblo kirguís. El poema, de aproximadamente medio millón de versos, es veinte veces más largo que la Ilíada y la Odisea de Homero juntas y uno de los poemas épicos más largos del mundo. Es una obra patriótica, que relata las hazañas de Manas y sus descendientes y seguidores, los cuales pelearon contra los chinos en el siglo IX para mantener la independencia kirguís.

### Tradiciones

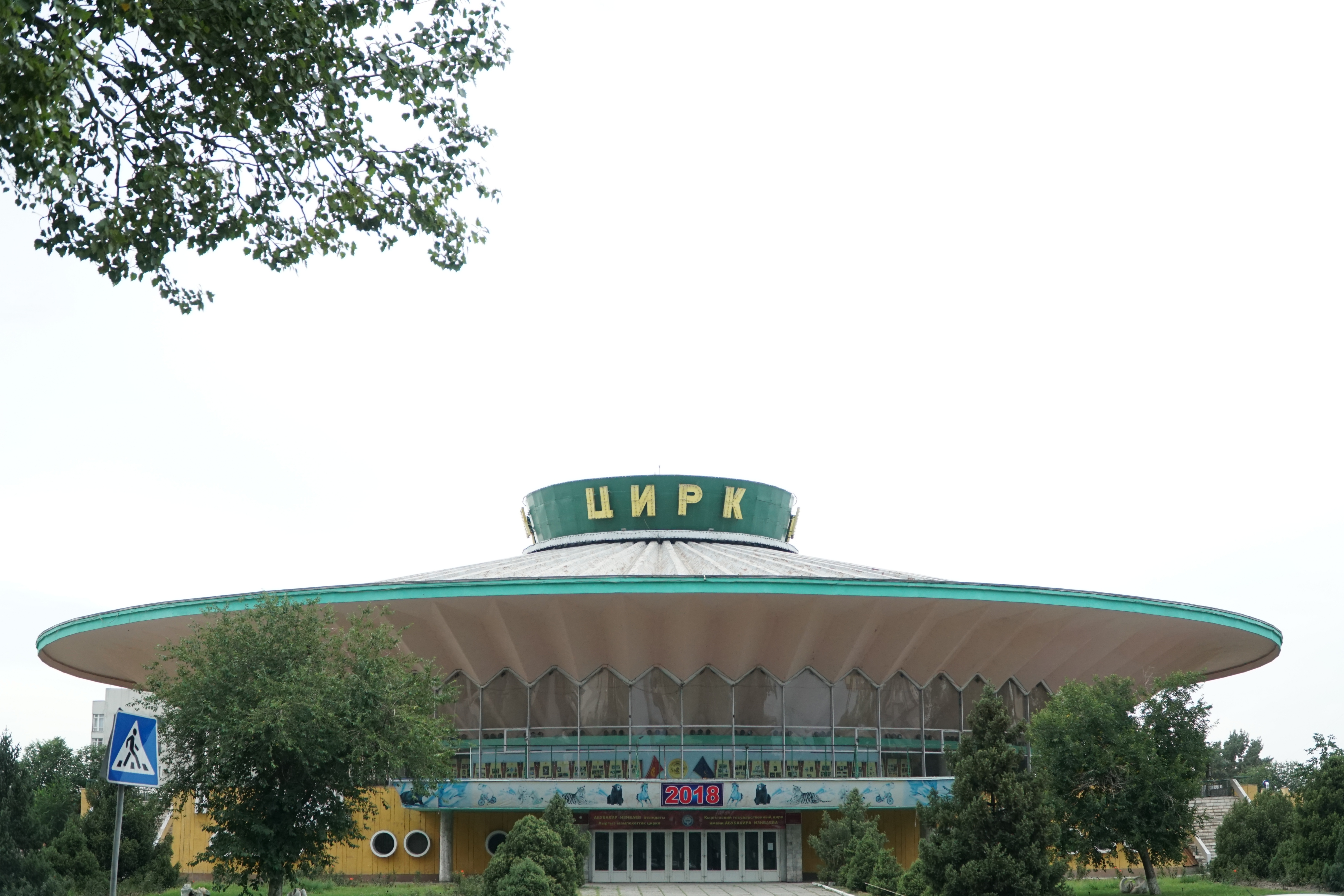
Circo Estatal de Kirguistán

Aunque ilegal, aún se practica el rapto de novias. En un principio, en un país donde eran habituales los matrimonios pactados, el novio procedía a un rapto consensuado con la novia con la que quería casarse si no podía pagar el precio del mismo o la familia de ella se oponía a la boda. Por otra parte, muchos de estos raptos ya no son consensuados, sino que se trata de raptos reales. Una vez violada, la familia de la mujer no la acepta de nuevo y se ven obliagadas a casarse con su violador. Esto es considerado una violación a los derechos humanos por organizaciones como Amnistía Internacional.

### Música

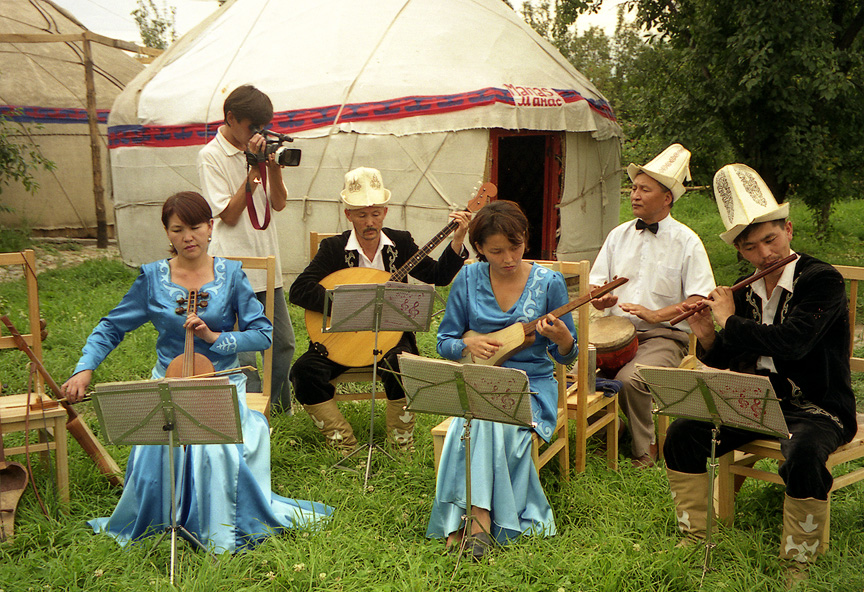
Un grupo de músicos kirguises tocando en Karakol.

La música de notas largas y sostenidas, con prominentes elementos rusos.
La música tradicional incluye a los manaschi, cantores del poema épico Manás, y la música instrumental llamada kui (o küü), que cuenta narraciones que se desenvuelven alrededor de un viaje musical.
El komuz, de punteo, es el instrumento musical nacional de Kirguistán. Tiene tres cuerdas, está hecho de madera y se toca con los dedos, sin arco. Su sonido es similar al de una guitarra. Aparte del komuz, los instrumentos tradicionales kirguises incluyen el «kyl kiak», un instrumento de dos cuerdas con arco que también es un importante símbolo de la identidad kirguís, el «sybyzgy», una flauta que se sopla por el lado, el «chopo-choor» y el «temir ooz komuz» (komuz de boca), también conocido como arpa de boca en algunos países.

### Gastronomía
La cocina kirguís es la cocina de los kirguises, que constituyen la mayoría de la población de Kirguistán. La cocina es similar en muchos aspectos a la de sus vecinos.
La comida tradicional gira en torno a la carne de cordero, vaca y caballo, así como a diversos productos lácteos. Las técnicas de preparación y los principales ingredientes están muy influidos por el modo de vida nómada de la nación.Así, muchas técnicas culinarias favorecen la conservación a largo plazo de los alimentos. El cordero y la ternera son las carnes favoritas, aunque en los tiempos modernos muchos kirguizos no pueden permitírselas con regularidad.

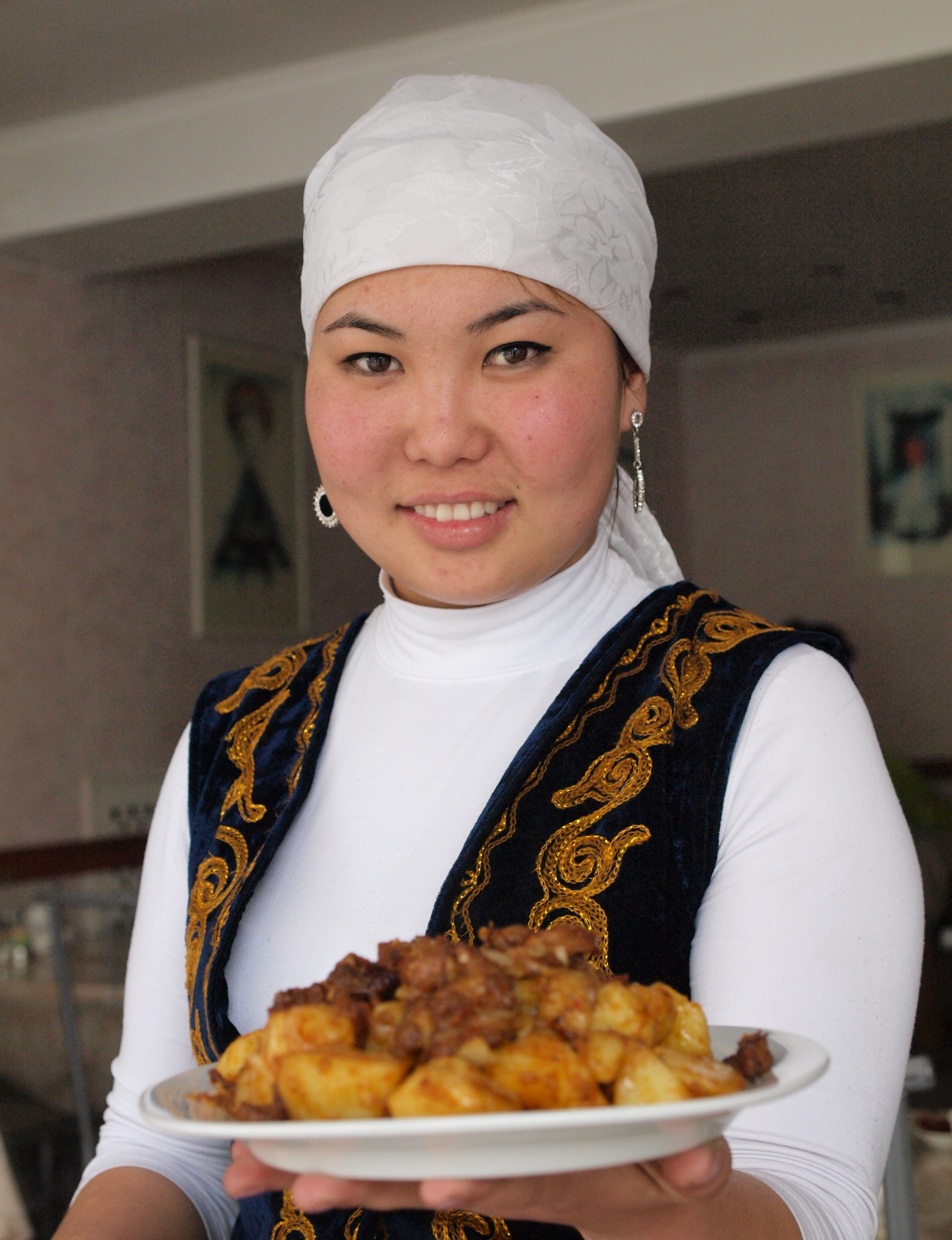
Mujer kirguisa con traje y el plato nacional en Biskek

En Kirguistán conviven muchas nacionalidades diferentes y sus distintas cocinas. En las ciudades más grandes, como Biskek, Osh, Jalal-Abad y Karakol, se pueden encontrar varias cocinas nacionales e internacionales. Entre las cocinas no kirguizas más comunes y populares en Kirguistán están la uigur, la dungan, la uzbeka y la turca, que representan a las mayores minorías del país.
Una bebida popular en Kirguistán es el kymyz (kirguís: кымыз [qɯmɯz]), una bebida ligeramente alcohólica elaborada con leche de yegua fermentada.Se considera la bebida emblemática de la cultura nómada euroasiática, ya que también se consume en Kazajistán y Mongolia. El kymyz fresco sólo está disponible en verano, entre mayo y agosto, cuando suele comprarse en las carreteras de las zonas montañosas. El kymyz embotellado también está disponible todo el año en la mayoría de las tiendas de alimentación del país.
Hay muchas bebidas que podrían describirse como tradicionales de Kirguistán.Una bebida no alcohólica muy popular, sobre todo en verano, es el maksym, una bebida ligeramente gaseosa elaborada a partir de la fermentación de cereales. Tradicionalmente, las mujeres elaboraban el maksym en pequeñas cantidades para el consumo familiar; sin embargo, esta bebida fue introducida como producto comercial en Biskek por la empresa «Shoro», tras lo cual se generalizó su venta en todo Kirguistán. El maksym suele elaborarse con malta, pero en su preparación pueden utilizarse otros tipos de cereales. Existen distintos métodos y recetas que varían según la región. El kymyz embotellado también está disponible todo el año en la mayoría de las tiendas de alimentación del país.
Se prepara hirviendo malta molida u otro tipo de cereales en agua. Tras alcanzar un cierto estado de preparación, esta sustancia se enfría y sufre un proceso de fermentación provocado por la levadura. El maksym suele consumirse frío.
El jarma es una bebida similar derivada de cereales molidos. Se elabora casi de la misma manera que el maksym, salvo que, en lugar de fermentarlo, se mezcla con ayran para hacerlo ligeramente efervescente.
Otra bebida gaseosa elaborada con ayran es el chalap (a veces comercializado como Tan). Otras bebidas tradicionales son la leche de oveja y sus derivados (como el qurut) y la leche de camella. Las dos principales empresas que producen comercialmente bebidas nacionales kirguizas son Shoro y Enesay.
El bozo es una bebida ligeramente alcohólica preparada a base de trigo.

## Transporte

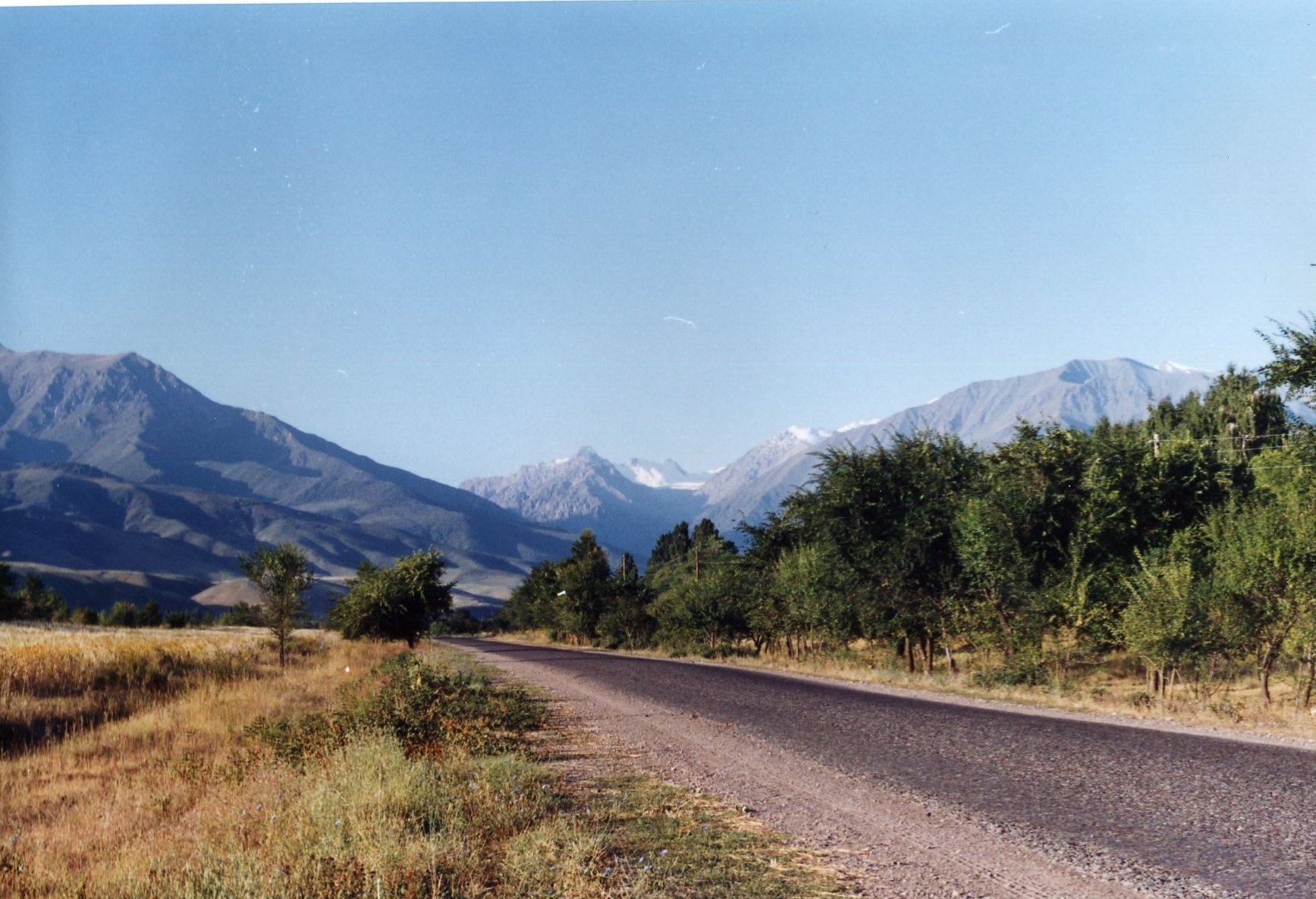
Carretera en la provincia de Chuy.

El transporte en Kirguistán está severamente limitado por la topografía montañosa del país. Las carreteras tienen que serpentear valles escarpados, desfiladeros de 3000 metros de altitud o más, y están sujetas a deslizamientos frecuentes y avalanchas de nieve. Desplazarse en invierno es casi imposible en muchas de las regiones más remotas y de gran altitud.
Otros problemas provienen del hecho de que muchas carreteras y líneas de ferrocarril construidas durante la época soviética son hoy cortadas por las fronteras internacionales, lo que requiere trámites fronterizos que requieren mucho tiempo para cruzar, cuando no están completamente cerradas. Los caballos son todavía un medio de transporte muy utilizado, sobre todo en las zonas más rurales, ya que la infraestructura vial de Kirguistán no es muy amplia, por lo que los caballos son capaces de llegar a lugares donde los vehículos de motor no pueden y, además, no requiere del importado y costoso combustible.

## Deporte

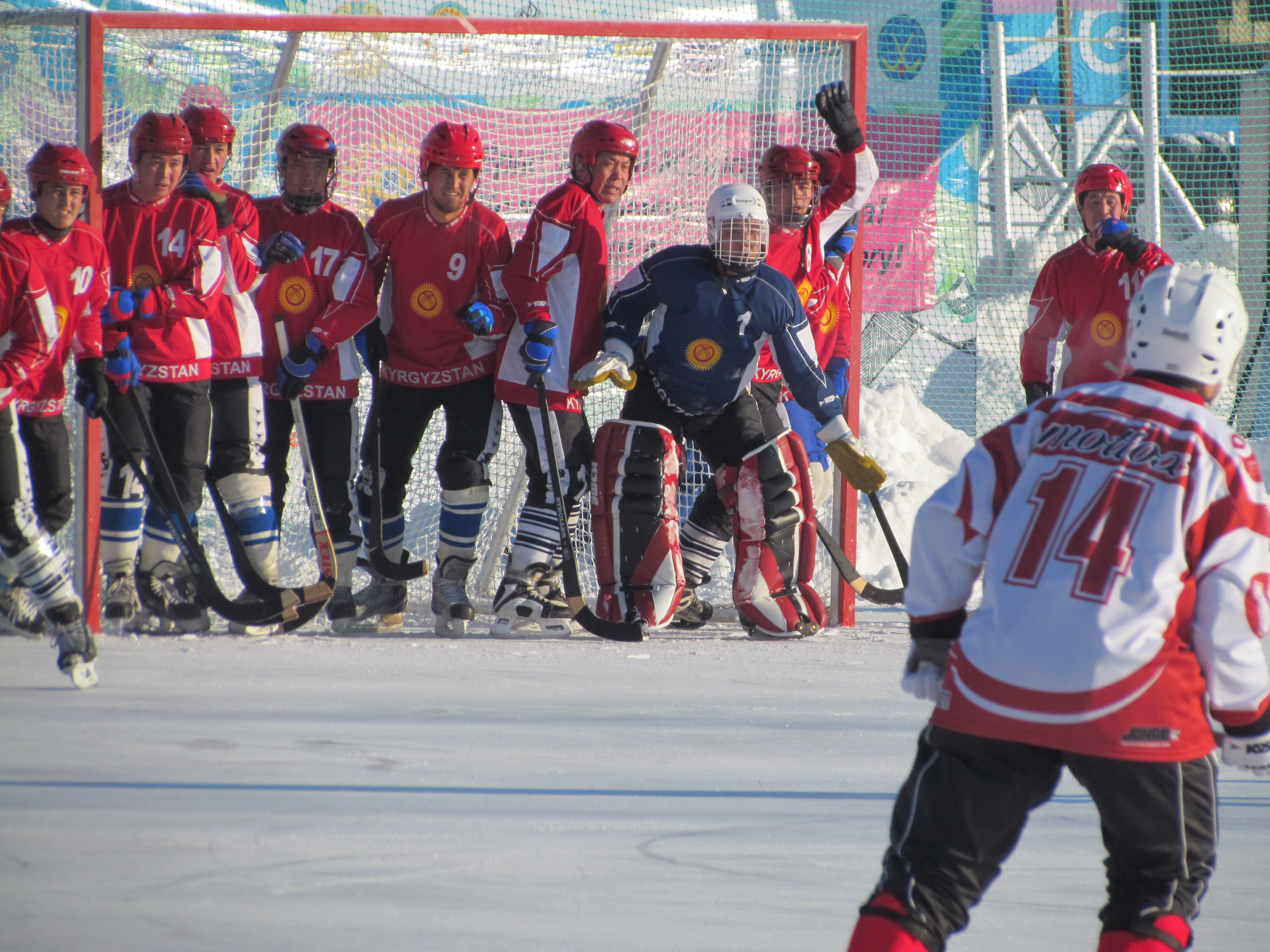
La selección de bandy de Kirguistán (de rojo) en un partido contra Japón.

El fútbol es el deporte más popular en Kirguistán. El organismo oficial que regula este deporte a nivel nacional es la Federación de Fútbol de la República Kirguisa, que fue fundada en 1992, después de la disolución de la Unión Soviética. La federación gestiona la selección de fútbol de Kirguistán y la Výsshaya Liga, la primera división.

### Equitación
Los deportes tradicionales reflejan la importancia de la equitación en la cultura kirguís. El Ulak Tartysh, como en el resto de Asia Central, es muy popular. Se trata de un deporte de equipo similar a un cruce entre polo y rugby, en el que dos equipos de jinetes luchan por la posesión de una res muerta sin cabeza ni extremidades, para conseguir colocarla en la zona de gol.

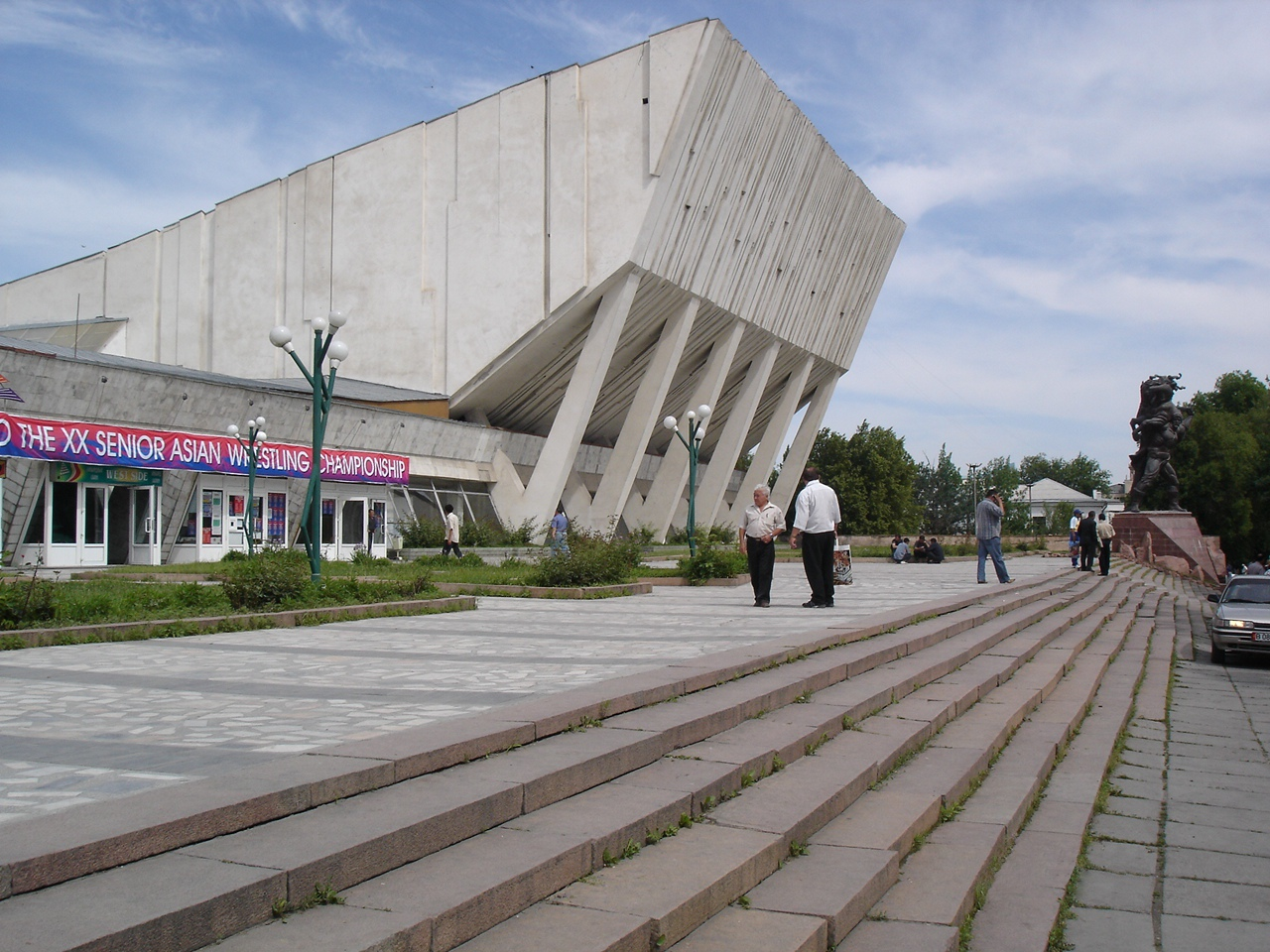
Palacio de los Deportes de Biskek

Otros juegos populares a caballo son:
- Aht Chabysh: carrera de caballos de larga distancia, a veces incluso más de 50 kilómetros.
- Jumby Atmái: una barra de metal precioso se ata a una pértiga con una cuerda. Los participantes intentan romper la cuerda disparando mientras galopan.
- Kyz kuumai: un hombre persigue a una mujer para intentar ganar un beso, mientras ella huye al galope. Si no tiene éxito, la chica puede golpearle con el «kamchi» (látigo).
- Oodarysh: dos participantes luchan montados a caballo, intentando desmontar al otro del caballo.
- Tyin Enméi: recoger una moneda del suelo al galope.

### Balonmano
Kirguistán es la tierra natal de Talant Duyshebáiev, jugador que militó en el CSKA Moscú, Teka Cantabria, Nettelstedt, Minden y Ciudad Real, siendo retirado su número 10 en el Quijote Arena de esta última ciudad. Talant se nacionalizó español tras la desintegración de la URSS. Fue entrenador del Club Balonmano Atlético de Madrid hasta la desaparición de la sección deportiva por problemas para encontrar patrocinadores.

### Atletismo
El saltador de altura Ígor Paklin, quien en su momento obtuvo el récord del mundo de la especialidad representando a la Unión Soviética, compitió bajo bandera de Kirguistán después de la caída del régimen soviético.
Artes marciales mixtas
Este deporte, conocido mundialmente como MMA, comenzó a obtener popularidad en los últimos años en el país, gracias a la campeona mundial de la UFC Valentina Shevchenko, nacida en Kirguistán, y luego nacionalizada peruana.